# Неімітований секс
У кіноіндустрії неімітований секс — це подання сцен сексу, в яких актори справді виконують зображені статеві акти, а не імітують їх. Будучи повсюдним у порнофільмах, він дуже рідко зустрічається в непорнографічних фільмах. Свого часу в США такі сцени були обмежені законом і самовстановленими галузевими стандартами, такими як Кодекс виробництва кіно. Фільми, що показують відверту сексуальну активність, обмежувалися приватно розповсюдженими підпільними фільмами, такими як фільми для хлопаків або «порноцикли». У 1960-х ставлення до сексу почало змінюватися і в багатьох країнах фільми сексуального характеру були декриміналізовані.
З такими фільмами, як «Синій фільм» Енді Воргола, мейнстрімові фільми почали розширювати межі показаного на екрані. Яскраві приклади включають два з восьми фільмів «Приліжкові плівки» та шість фільмів «Зодіак» 1970-х, усі з яких були створені в Данії та містили багато порнографічних сцен, але, попри це, вважалися непорнографічними фільмами, усі з основними акторами та знімальною групою та прем'єрою в масові кінотеатри. Останній із цих фільмів, «Агент 69 Дженсен у знаку Стрільця», був знятий 1978 року. З кінця 1970-х до кінця 1990-х років рідко можна було побачити хардкорні сцени в непорнографічному кіно, але це змінилося з успіхом фільму Ларса фон Трієра «Ідіоти» (1998), який сповістив хвилю арт-хаусних фільмів із відвертими вмістом, як-от «Романтика» (1999), «Трясця» (2000), «Інтим» (2001), «Коричневий кролик» Вінсента Галло (2003) і «9 пісень» Майкла Вінтерботтома (2004). Деякі змодельовані сцени сексу достатньо реалістичні, тому критики помилково вважають їх справжніми, наприклад сцена кунілінгусу у фільмі «Червона дорога» 2006 року.

## Термінологія
Хоча зазвичай обговорювати фільми, у яких актори займалися сексом на знімальному майданчику, використовуючи такі терміни, як «справжній секс» або «неімітований секс», деякі кінознавці вважають за краще говорити про «видимий секс», «явний секс» або «запеклий секс». Лінда Вільямс, наприклад, пропонує «незграбний термін „неімітований секс“ вилучити повністю». Більшість цензорів фільмів переважно зосереджувалися на тому, чи видно статеві акти (пенетрація, феляція, кунілінгус) або збуджені геніталії, вирішуючи, чи слід класифікувати фільм як порнографічний чи розповсюджувати його у загальному прокаті. Наприклад, нерідко випускалися дві версії порнографічних фільмів: гардкорна версія, яка підлягала обмеженням, і софткор-версія, яка проходила на рівні «18». В обох випадках на знімальному майданчику порноактори здійснювали статеві акти, але їх було видно лише в гардкорній версії. Більше того, відмінності між використанням протезів (у фільмах «Неприємності щодня», «Життя Адель», «Битва на небесах», «Відпустка») значно стираються, реальним генітальним контактом між акторами («Інтим», «Трясця», «Коричневий кролик», «9 пісень») і геніталіями, доданими на етапі постпродакшну («Незворотність»). Видимість проникнення / феляції / кунілінгусу на екрані важливіша для досвіду перегляду фільму, а часто й для занепокоєння цензорів і критиків, ніж саме те, що відбувалося на знімальному майданчику.
Ідея симуляції також пов'язана з питаннями акторської майстерності, і є надто розмитою щодо того, що саме симулюється. Наприклад, хоча пеніс актора може входити в вагіну акторки на порнозйомках, це не означає, що кожна їхня дія, емоції, звуки тощо не виконуються зовсім інакше, ніж у приватній обстановці їхнього власного будинку: «це одночасно і справжнє — те, що насправді відбувається між людьми, і несправжнє, інсценоване на камеру та звукове обладнання. Ані режисери порнографії, ані режисери жорсткого мистецтва, починаючи від Воргола, не документують „справжній секс“ у тому сенсі, що люди займаються ним наодинці, наодинці з собою».

## Обґрунтування
В інтерв'ю після виходу його фільму «Любов» (2015), коли його запитали, чому глядачі хочуть бачити реалістичне зображення сексу, Гаспар Ное припустив, що йдеться про структури влади: «У більшості суспільств, незалежно від того, західні вони чи ні, люди хочуть контролювати сексуальну поведінку або організовувати її в певному контексті. Іноді класові бар'єри падають, і це лякає багатьох держав, які контролюють їхні системи, як релігія».
Джеймс Франко назвав «естетичні та особисті причини» для роботи над «Інтер'єр. Шкіряний бар.» (2013):
Протягом 17 років я був частиною професійного мейнстрімного кіно, а крім того, я громадянин Сполучених Штатів і, знаєте, я залучений до їхньої мейнстрімної культури, але я також багато вивчав квір-теорію та квір-кінематографію. Тож я зрозумів, що моє місце, одна з речей, яку дозволяє моє становище, — це спосіб об'єднати ці два світи, а також поставити під сумнів правила мейнстрімного кіно чи мейнстрімної культури, дослідити, чому речі зроблені саме так, а не інакше, чому певні теми подаються так, а не інакше, і як ці речі формують нас як людей, як вони формують наші переконання, як вони формують спосіб нашого життя. Якщо ми можемо поставити під сумнів ці речі або запропонувати альтернативний погляд на спосіб життя чи що б це не було в мейнстрімному кіно, інді-кіно чи арт-кіно, я вважаю, що це може бути тільки на краще. Якщо з'являться інші голоси, інші види дискусій, сюжетні лінії чи розповіді з різних точок зору, це тільки зробить нас багатшими як народ.

## Виробничі питання
Кілька режисерів відкрито обговорювали або писали про технічні проблеми, пов'язані зі зйомками статевих актів, особливо з акторами чи акторками, які ніколи не виконували таких актів у фільмі. В інтерв'ю «BlackBook», Гаспар Ное визнає, що це важко з кількох причин: актор може не мати змоги отримати або підтримувати ерекцію навіть у присутності невеликої групи або на камеру; будь-який з учасників може мати поточного партнера. «Тож я вирішив, що найкращий спосіб показати справжній секс — це взяти двох самотніх людей, які раніше були парою».

## Порнофільми, перемонтовані для основного випуску
До появи домашнього порно кілька жорстких порнофільмів було випущено в звичайних кінотеатрах. У більшості випадків сцени проникнення були або вирізані, або замінені альтернативними кадрами. Одним винятком із цього став «Глибоке горло», який вийшов без цензури.
Приклади такого типу гібридного випуску включають «Кафе „Плоть“» (1982) — версія цього науково-фантастичного порнофільму з рейтингом R була випущена в масових кінотеатрах; «Акції та блондинки» (1984), спочатку доступний як «Ванда б'є по Волл-стріт»; і «Дроїд» (1988), спочатку випущений як «Кабаре „Гріх“» у 1987 році.

## У непорнографічних фільмах
У наведених нижче непорнографічних фільмах є сцени з підтвердженою реальною сексуальною активністю, тобто актори чи акторки зняті під час фактичного статевого акту або виконання пов'язаних сексуальних актів, таких як феляція та кунілінгус. Цей список не включає документальні фільми про порнографію, які можуть містити неімітацію сексуальних дій.
| Назва | Рік  | Примітки | Мова                                          |
| --- | ---- | --- | --------------------------------------------- |
| Подарунок (Gift) | 1966 | Один з перших данських непорнографічних фільмів з відвертими та неімітованими сценами сексу, хоча ключові сексуальні сцени були заблоковані цензурою під час показів у США. Режисер фільму - Кнуд Лейф Томсен. | данська                                       |
| Вони називають нас невдахами (They Call Us Misfits)                                                                             | 1968 | Шведський документальний фільм, знятий Стефаном Ярлом та Яном Ліндквістом, який вийшов на екрани кінотеатрів Швеції 25 березня 1968 року. Фільм розповідає про двох молодих хіпі та музикантів Кенту і Стоффе. Це найперший "легальний" фільм у Швеції, в якому показано сцену неімітованого сексу. | шведська                                      |
| Синє кіно (Blue Movie) | 1969 | Фільм Енді Воргола 1969 року — перший фільм про відвертий секс, який отримав широкий кінотеатральний прокат у США — основоположний фільм Золотої доби порно (1969-1984) і, за словами Воргола, великий вплив на створення "Останнього танго в Парижі", міжнародно суперечливої еротичної драми з Марлоном Брандо в головній ролі, що вийшла на екрани через кілька років після "Синього кіно". | англійська                                    |
| 99 жінок (99 Women) | 1969 | За книгою Стівена Троуера "Убивчі пристрасті: Божевільне кіно Хесуса Франко", існує чотири різні версії цього фільму, включно з режисерською версією та французькою гардкор-версією 1974 року, яка додає трохи більше восьми хвилин гардкор-матеріалу, знятого Клодом Сендроном. Обидві версії доступні на DVD від Another World Entertainment. | англійська                                    |
| Подвійне обличчя (Double Face)                                                                                                  | 1969 | Існує французька гардкор-версія цього фільму Ріккардо Фреда (під назвою Chaleur et jouissance) за участю акторки Аліси Арно. | італійська                                    |
| Тихі дні в Кліші (Quiet Days in Clichy)                                                                                         | 1970 | Фільм Єнса Йоргена Торсена, знятий за мотивами давно забороненого роману Генрі Міллера, містить реальні сцени сексу з повним проникненням. | данська, англійська                           |
| Фанатка (Groupie Girl) | 1970 | Фільм режисера Дерека Форда також доступний у гардкорній "експортній" версії. | англійська                                    |
| Девіанти (The Deviates) | 1970 | Фільм режисера Едуардо Семано, випущений спочатку як софткор, а пізніше перевиданий з додатковими гардкор-сценами за участю Гаррі Рімса. | англійська                                    |
| Вакханалія (Bacchanale) | 1970 | Американський фільм режисерів Джона і Лема Амеро, містить деякі гардкор-вставки. Дія фільму розгортається уві сні, у ньому використовується "еротичний сюрреалізм" і "логіка сновидінь" у поєднанні смерті, провини, еротики та інцесту]. | англійська                                    |
| Камасутра '71 (Kama Sutra '71)                                                                                                  | 1970 | Американський фільм режисера Раджа Деві містить жорсткі сцени за участю акторки Енн Перрі. | англійська                                    |
| Плач, дядьку! (Cry Uncle!) | 1971 | Цей фільм Джона Г. Авільдсена показує неімітовану феляцію. | англійська                                    |
| Забійний готель (Slaughter Hotel)                                                                                               | 1971 | Фільм режисера Фернандо Ді Лео також вийшов у версії з жорсткими вставками жіночих геніталій і лесбійського сексу. Ця версія поширювалася у Франції під назвою Les insatisfaites poupées érotiques du docteur Hitchcock. | італійська                                    |
| Ящірка в жіночій шкурі (A Lizard in a Woman's Skin)                                                                             | 1971 | Існує три французькі версії цього фільму Лучіо Фульчі: "Кароль" (оригінальна версія, випущена 1971 року) і дві версії, випущені в 1976 році: Le venin de la peur (перейменована оригінальна версія) та версія з жорсткими вставками під назвою Les salopes vont en enfer. | італійська                                    |
| Світиться (Luminous Procuress)                                                                                                  | 1971 | Фільм режисера Стівена Ф. Арнольда про жорсткий гетеросексуальний секс. | англійська                                    |
| Таємні обряди (Secret Rites) | 1971 | Британський псевдодокументальний фільм Дерека Форда також доступний у гардкорній "експортній версії". | англійська                                    |
| Синій годинниковий механізм (A Clockwork Blue)                                                                                  | 1972 | Американський фільм режисера Еріка Джеффрі Геймса, доступний як у софткор, так і в гардкор-версії. | англійська                                    |
| Рожеві фламінго (Pink Flamingos)                                                                                                | 1972 | Цей фільм Джона Вотерса був заборонений в Австралії в 1997 році. Рада одноголосно відзначила сцену, яка включала "реальні зображення крупним планом справжньої феляції...., що однозначно суперечить рекомендаціям щодо класифікації R". | англійська                                    |
| Хто і чому вбив прокурора? (Who Killed the Prosecutor and Why?)                                                                 | 1972 | Існує версія цього фільму, знята режисером Джузеппе Варі для зарубіжного ринку, із вставками гардкору. Ці сцени доступні у складі видалених сцен, представлених на CineKult DVD. | італійська                                    |
| Правда за словами сатани (lit. The Truth According to Satan)                                                                    | 1972 | Цей "психологічний джалло" Ренато Полселлі спочатку мав обмежений прокат (виходив на екрани п'ять разів протягом 1970-х). Щоб обійти цензуру та проблеми з дистрибуцією, Полселлі зняв три різні версії, додавши до кожної з них нові кадри та видаливши певні сцени. У "найважчій" версії фільму "Правда на боці сатани" є крупний план жіночого оргазму. | італійська                                    |
| Такий милий, такий мертвий (So Sweet, So Dead)                                                                                  | 1972 | Цей фільм режисера Роберто Б'янкі Монтеро вийшов у США під назвою "Проникнення з жорсткими вставками". | італійська                                    |
| Червоний труп (The Red Headed Corpse)                                                                                           | 1972 | Існує кілька версій цього фільму режисера Ренцо Руссо, включаючи гардкор-версію (взяту з французького VHS, зі вставками). | італійська                                    |
| Приміські чоловіки (Commuter Husbands)                                                                                          | 1972 | Британський фільм Дерека Форда існує також у версії з гардкорними вставками, але немає жодних вказівок на те, що хтось із акторів знімався у гардкорних сценах. | англійська                                    |
| Марення (Delirium або Delirio caldo)                                                                                            | 1972 | Німецький подвійний DVD 2014 року під назвою Das Grauen kommt nachts містить чотири різні версії цього фільму Ренато Полселлі, включаючи італійську оригінальну версію та французьку гардкор-версію. Нерозрізана версія, якою її хотів бачити режисер, також доступна на французькому DVD. | італійська                                    |
| Христина, диявольська черниця (Christina, the Devil Nun)                                                                        | 1972 | Нерозрізана версія цього фільму режисера Серджіо Бергонзеллі містить жорсткі сцени. | італійська                                    |
| Данська випічка (Danish Pastries)                                                                                               | 1973 | Перший фільм з данської серії непорнографічнихкомедій "Зодіак" режисера Фінна Карлссона з жорсткими сценами. | данська                                       |
| Інгрід вулична гуляка (Ingrid the Streetwalker)                                                                                 | 1973 | Існує дві версії цього фільму Брунелло Ронді: софткор (випущений в Італії) і гардкор (випущений пізніше у Франції; містить вставки). За джерелом, фільм ніколи не виходив на домашньому відео. | італійська                                    |
| Трилер – Жорстока картина (Thriller – A Cruel Picture)                                                                          | 1973 | Фільм Бо Арне Вібеніуса, що містить як відверте насильство, так і жорсткі сексуальні сцени у виконанні найманих акторів (двійник Крістіни Ліндберг). Synapse Films випустила дві версії "Трилера" на DVD: "Трилер: Вони звуть її "Одноока" (Vengeance Edition, 2005, версія з цензурою) і "Трилер - жорстока картина" (Limited Edition, 2004, версія без цензури). | шведська                                      |
| Одкровення психіатра про світ сексуальних збочень (Revelations of a Psychiatrist on the World of Sexual Perversion)             | 1973 | Фільм Ренато Полселлі, знятий у стилі мондо, містить 20 хвилин жорсткого сексу в сцені оргії. | італійська                                    |
| Диявол у міс Джонс (The Devil in Miss Jones)                                                                                    | 1973 | Американський фільм режисера Джерарда Даміано з позитивною рецензією Роджера Еберта. | англійська                                    |
| Флешпот на 42-й вулиці (Fleshpot on 42nd Street)                                                                                | 1973 | Цей фільм режисера Енді Міллігана існує у двох версіях: гардкор-версія під назвою "Fleshpot on 42nd Street" (оригінал) та софткор-версія під назвою "The Girls of 42nd Street" (хоча ця версія також вийшла під назвою "Fleshpot"). | англійська                                    |
| По той бік дзеркала (The Other Side of the Mirror)                                                                              | 1973 | Цей фільм Джесса Франко існує щонайменше у п'яти версіях, включаючи три різні софткор-версії (дві іспанські та одну французьку) і дві різні гардкор-версії (одну французьку та одну італійську). | іспанська                                     |
| Грішниця: Таємний щоденник німфоманки (Sinner: The Secret Diary of a Nymphomaniac)                                              | 1973 | Le Journal intime d'une nymphomane вийшов на екрани у червні 1973 року у Франції, а потім був перевиданий у версії з гардкор-вставками у 1977 році під назвою Les Inassouvies. Існують версії фільму на DVD та Blu-ray. | французька                                    |
| Діва серед живих мерців (A Virgin Among the Living Dead)                                                                        | 1973 | Фільм Джесса Франко, який існує в багатьох гардкорних та відредагованих версіях. | французька                                    |
| Грішний карлик (The Sinful Dwarf)                                                                                               | 1973 | Фільм Едуардо Фуллера (в титрах - Відал Раскі). Severin Films представляє як американську версію без рейтингу під назвою "Викрадена наречена", так і оригінальну данську гардкор-версію "Карлик". | англійська                                    |
| Диявольська іграшка (The Devil's Plaything)                                                                                     | 1973 | Фільм режисера Джозефа В. Сарно у своїй нерозрізаній версії містить багато відвертих сцен, включно зі сценою крупним планом жіночої мастурбації за допомогою фалоімітатора. | англійська                                    |
| Аніта: Шведська німфетка (Anita: Swedish Nymphet)                                                                               | 1973 | Шведський фільм режисера Торґні Вікмана вийшов у двох версіях: софткор (Швеція, 1973) та гардкор (США, 1975, як "Аніта", шведська "Nymphette"). | шведська                                      |
| Секс-злодій (The Sex Thief) | 1973 | Існує також гардкор-версія цього британського фільму Мартіна Кемпбелла, хоча немає жодних вказівок на те, що хтось із акторів знімався в гардкор-сценах. | англійська                                    |
| Порноброкери (The Porn Brokers)                                                                                                 | 1973 | Британський псевдодокументальний фільм Джона Ліндсі, що містить жорсткі кадри для експортної версії. | англійська                                    |
| Еммануель (Emmanuelle) | 1974 | У фільмі режисера Джаста Джеккіна є сцена, де жінка поміщає сигарету в вагіну вдихає і видихає нею дим. | французька                                    |
| Моторошне опівнічне шоу жахів (The Eerie Midnight Horror Show)                                                                  | 1974 | Фільм режисера Маріо Ґаріаццо, вперше показаний в Італії в 1974 році (софткор-версія) і перевиданий у США під назвою «Диявол-сексорцист» (гардкор-версія, з додаванням відвертих сцен). | італійська                                    |
| Зельда (Zelda) | 1974 | Для французької версії режисер Альберто Каваллоне зняв додаткові жорсткі сцени. | італійська                                    |
| Під знаком Тельця (In the Sign of the Taurus)                                                                                   | 1974 | Другий фільм із данської серії непорнографічних комедій "Зодіак" режисера Вернера Гедмана з жорсткими сценами. | англійська                                    |
| Оцінка (Score) | 1974 | Американський фільм Редлі Метцгера, знятий за мотивами позабродвейської п'єси, в якій брав участь Сильвестр Сталлоне. У фільмі показана сцена неімітованої феляції між Келвіном Калвером і Джеральдом Грантом. | англійська                                    |
| Бунт у жіночій в'язниці (Riot in a Women's Prison)                                                                              | 1974 | Еротичний фільм режисера Брунелло Ронді вийшов у Франції у версії під назвою "Каяття жінок-збоченок" з додатковими жорсткими сценами, доданими французьким дистриб'ютором. | італійська, англійська                        |
| Дівчата з Камаре (The Girls of Kamare)                                                                                          | 1974 | Ситуаціоністський фільм режисера Рене В'єне містить жорсткі кадри, вставлені самим В'єне. | японська                                      |
| Ла Бонзесс (La Bonzesse) | 1974 | Французький фільм Франсуа Жуффа містить сцену феляції (не імітовану, виконану під час зйомок відповідно до джерела, але не дуже помітну). Сцена проникнення може бути реальною, а може і не бути. | французька                                    |
| Солодке кіно (Sweet Movie) | 1974 | Цей фільм Душана Макавеєва містить деякі неімітовані статеві акти. | англійська, французька, польська, іспанська   |
| Флоссі (Flossie) | 1974 | Шведський еротичний фільм 1974 року за участю акторки Марі Форсо, знятий у двох версіях: відвертому софткорі (із зображенням ерегованого пеніса та "ледь прихованої феляції") та гардкор-версії (зі вставками за участю акторів з оригінальної постановки - вийшов на екрани у Франції в 1975 році). Bach Films DVD випустив обидві версії. | шведська                                      |
| Аморальні історії (Immoral Tales)                                                                                               | 1974 | Цей фільм режисера Валеріана Боровчика складається з чотирьох історій, які називаються "Марійка", "Тереза-філософ", "Ержебет Баторі" та "Лукреція Борджіа". У третьому оповіданні крупним планом показано сцену введення вагінального бісеру у виконанні акторки Марі Форсо. Німецьке Blu-ray видання "Аморальних історій" містить (піксельний) фільм-кліп з "Приватної колекції" Боровчика, який демонструє неімітований зоофілізм між жінкою та собакою. | французька, італійська, угорська              |
| Екзорцистка Лорна (Lorna the Exorcist)                                                                                          | 1974 | Фільм Джесса Франко існує в кількох версіях, включаючи французьку версію різної тривалості та італійську версію з жорсткими кадрами, знятими іншим режисером/продюсером Робертом де Несле. | французька                                    |
| Графиня Перверс (Countess Perverse)                                                                                             | 1974 | Фільм Джесса Франко був випущений щонайменше у чотирьох варіантах, включаючи: режисерську версію, дві французькі версії (одна театральна, "напівгардкорна" версія під назвою Les Croqueuses і одна хардкорна, випущена на відеокасеті SECAM під назвою LA COMTESSE PERVERSE, хоча, можливо, вона також демонструвалася в кінотеатрах) і одна інша італійська гардкорна версія під назвою Sexy Nature. Mondo Macabro містить оригінальну режисерську версію і версію Les Croqueuses під назвою Sexy Nature. | французька                                    |
| Плотська помста (Carnal Revenge (Carnalità))                                                                                    | 1974 | Щонайменше дві версії цього фільму Альфредо Ріццо були випущені в кінотеатральний прокат; оригінальна версія (випущена в Італії в 1974 році) і гардкор (випущений у Франції в 1975 році, з додатковими хардкор-послідовностями, доданими французьким дистриб'ютором. | італійська                                    |
| Так тримати, Джеку (Keep It Up, Jack)                                                                                           | 1974 | Британська секс-комедія режисера Дерека Форда існує також у версії з жорсткими вставками, однак немає жодних вказівок на те, що хтось із акторів знімався у жорстких сценах. | англійська                                    |
| Гарячі дівчата (The Hot Girls)                                                                                                  | 1974 | Британський фільм Джона Ліндсі також має хардкорну експортну версію; незрозуміло, чи знімався акторський склад у додаткових хардкорних сценах. | англійська                                    |
| Вуду Сексі (Voodoo Sexy) | 1974 | Цей фільм Освальдо Чівірані виходив як у софткор-версії (на італійському VHS), так і в) і жорсткій версії. | італійська                                    |
| Оголена для сатани (Nude for Satan)                                                                                             | 1974 | Фільм Луїджі Батцелли існує в оригінальній версії (софткор, вийшов на екрани наприкінці 1974 року в Італії) і в гардкор-версії (містить вставки, з подвійною роллю Ріти Кальдероні і доступний на голландському DVD). | італійська                                    |
| Під знаком Близнюків (In the Sign of the Gemini)                                                                                | 1975 | Третій фільм із данської серії непорнографічних комедій "Зодіак" режисера Вернера Гедмана з жорсткими сценами. | данська                                       |
| Підійди до мого ліжка (Come to My Bedside)                                                                                      | 1975 | Шостий фільм з данської серії еротичних мейнстрім-комедій Bedside режисера Джона Гілбарда і один з двох, що містить гардкор-сцени. | данська                                       |
| Образ (The Image) | 1975 | Цей фільм Редлі Мецгера, заснований на романі Катрін Робб-Ґрілле "Образ", містить багато неімітованих сексуальних сцен, зокрема садо-мазо, феляцію та кунілінгус. | англійська, французька                        |
| Номер два (Number Two) | 1975 | "Номер два" - одна з найбільш сексуально відвертих робіт Жана-Люка Ґодара, що поєднує порнографію та політику. Він містить принаймні одну неімітовану сцену (феляцію). | французька                                    |
| Рекет підліткової проституції (The Teenage Prostitution Racket)                                                                 | 1975 | Фільм, знятий Карло Ліццані та Міно Джарда (також співавтор сценарію), доступний у багатьох різних версіях, включаючи версію з 10 хвилинами додаткових гардкор-кадрів, знятих Джардою; цю версію можна знайти на італійському Raro Blu-ray, випущеному 2018 року. | італійська                                    |
| Чорна Емануель (Black Emanuelle)                                                                                                | 1975 | Цей фільм, знятий режисером Бітто Альбертіні, існує як у софткор-, так і в гардкор-версіях. Гардкор-сцени були виконані дублерами. В Італії він був випущений на DVD компанією Stormovie з повністю нерозрізаним гардкор-принтом. | італійська                                    |
| Помста Емануель (Emanuelle's Revenge)                                                                                           | 1975 | Німецька версія цього фільму режисера Джо Д'Амато під назвою Die Lady Mit der Pussycat містить жорсткі кадри за участю Бріджит Лахайє. | італійська                                    |
| Феліція (Felicia (Les mille et une perversions de Felicia))                                                                     | 1975 | Фільм Макса Пекаса був знятий як софткор-фільм, а потім, після звільнення Гіскардії та створення класифікації X, Пекас був "змушений" зняти гардкор-версію. Обидві версії можна знайти на італійському DVD. | французька                                    |
| Але хто зґвалтував Лінду?(But Who Raped Linda?)                                                                                 | 1975 | Існує дві різні версії цього фільму режисера Джесса Франко: софткор-версія та гардкорова версія французькою мовою. | французька                                    |
| Вампірка (Female Vampire) | 1975 | Джесс Франко спочатку зняв три різні версії фільму (який спочатку називався "Графиня з голими грудьми"), включаючи фільм про вампірів під назвою "Чорна графиня" (La comtesse noire), еротичний фільм жахів під назвою "Графиня в нашому тілі" (La comtesse aux seins nus) і гардкор-версію "Авалеуси" (Les avaleuses). Прем'єра фільму відбулася у Франції під назвою "Чорна графиня" (La comtesse noire) в травні 1975 року. | французька                                    |
| Любителі сексуальних розваг (Le sexy goditrici)                                                                                 | 1975 | Фільм Джесса Франко. Окрім французької оригінальної версії, випущеної в 1975 році, існує також італійська хардкор-версія, випущена на VHS. | французька                                    |
| Екзорцизм (Exorcism) | 1975 | Фільм Джесса Франко існує в багатьох різних версіях, включаючи версію під назвою "Сексоризм" з жорсткими сценами. | французька, латинська                         |
| Жюстін і Джульєтта (Justine and Juliette)                                                                                       | 1975 | Фільм режисера Мака Альберга містить жорсткі сцени. | шведська                                      |
| Кровосос веде танок (The Bloodsucker Leads the Dance)                                                                           | 1975 | Цей фільм режисера Альфредо Ріццо був випущений у Франції під назвою L'Insatiable Samantha. Ця версія містить деякі жорсткі сцени. | італійська                                    |
| Криваві вуста (Lips of Blood)                                                                                                   | 1975 | Режисер Жан Роллін зняв дві версії цього фільму: оригінальну софткор (вийшла під назвою Lèvres de Sang у 1975 році) і гардкор (містить сцену феляції, вийшла під назвою Suce Moi Vampire у 1976 році). | французька                                    |
| Словник еротики (Rêves pornos (Le Dictionnaire de l'érotisme))                                                                  | 1975 | Rêves pornos - це, по суті, компіляція сцен з еротичних фільмів, знятих Максом Пекасом між 1965 і 1974 роками, з додатковими жорсткими сценами. Сцени взяті з таких фільмів, як La Nuit la plus chaude, Je suis une nymphomane, Comment le désir vient aux filles та деяких інших того періоду. | французька                                    |
| Бам! Бам! Дякую тобі, Прибульцю! (Wham! Bam! Thank You, Spaceman!)                                                              | 1975 | Цей фільм режисера Вільяма А. Леві існує як в софткор, так і в гардкор версії XXX. Жорсткі сцени були виконані дублерами. | англійська                                    |
| Точка зламу (Breaking Point) | 1975 | Третій фільм шведського режисера Бо Арне Вібеніуса містить сцени жорсткого сексу. | англійська                                    |
| Крихітка Ролс-Ройс (Rolls-Royce Baby)                                                                                           | 1975 | Фільм режисера Ервіна Дітріха містить кілька сцен феляції у виконанні Ліни Ромей. | німецька                                      |
| Дівчата на першому місці (Girls Come First)                                                                                     | 1975 | Існує також версія цього британського фільму режисера Джозефа Макграта з додатковими жорсткими сценами, але незрозуміло, чи брав у ній участь хтось із акторів. | англійська                                    |
| Сексплорер (The Sexplorer) | 1975 | Британська секс-комедія Дерека Форда має також версію з жорсткими вставками для іноземних ринків. | англійська                                    |
| Вагіна, що говорить (Le Sexe qui parle)                                                                                         | 1975 | Цей фільм, знятий режисером Клодом Муло, став першим ексклюзивним художнім фільмом у жанрі гардкор, знятим і випущеним у Франції, який мав міжнародний успіх і був названий культовим Фільм вийшов у прокат у Франції в листопаді 1975 року (наприкінці періоду визволення Гіскардії, за місяць до введення у Франції "Класифікації Х"). Фільм доступний як у жорсткій версії (Alpha France DVD), так і в софткор-версії (Bach Films DVD). | французька                                    |
| Жіноча в'язниця (Barbed Wire Dolls)                                                                                             | 1976 | Цей фільм Джесса Франко в нерозрізаній версії містить відверту сцену фінгерингу, яку довелося вилучити з британської DVD-версії компанії Anchor Bay, щоб отримати класифікацію "18". | французька                                    |
| Емануель в Бангкоку (Emanuelle in Bangkok)                                                                                      | 1976 | Цей фільм режисера Джо Д'Амато в італійській DVD-версії містить жорсткі кадри вагінального проникнення м'ячиками для пінг-понгу. | італійська                                    |
| Хіть (Lust) | 1976 | Фільм Макса Пекаса існує як в оригінальній софткор-версії (Розкіш), так і в гардкор-версії (Солодкий смак меду). | французька                                    |
| Відкриття Місті Бетховен (The Opening of Misty Beethoven)                                                                       | 1976 | Американський еротичний фільм, знятий за мотивами п'єси "Пігмаліон" Джорджа Бернарда Шоу (та її похідної "Моя прекрасна леді") режисером Редлі Мецгером, вважається таким, що досяг рівня непорнографічного кіно в сюжеті та декораціях, і вважається, за словами лауреата премій Тоні Бентлі, "наріжним каменем" Золотої доби порно. | англійська                                    |
| Аліса у Дивокраї (Alice in Wonderland)                                                                                          | 1976 | Еротична музична комедія. Крістін ДеБелл мала неімітовану сцену лесбійського сексу з Джульєттою Грем. Фільм був створений як софткор-фільм, але пізніше був перероблений як жорсткий порнографічний фільм, щоб включити кадри, вирізані під час оригінального виробництва, в тому числі сцену, де ДеБелл займається оральним сексом з продюсером фільму Біллом Оско, яка була вмонтована в сцену Божевільного Капелюшника. | англійська                                    |
| Приліжкові моряки (Bedside Sailors)                                                                                             | 1976 | Восьмий і останній фільм данської серії еротичних комедій Bedside режисера Джона Гілбарда і один з двох, що містить гардкор-сцени, зокрема великі фрагменти з короткометражки Color Climax #1283: Секс на замовлення поштою (1973), яку на 8 мм плівці дивився екіпаж корабля. | данська                                       |
| Під знаком Лева (In the Sign of the Lion)                                                                                       | 1976 | Четвертий фільм із данської серії мейнстрім-комедій "Зодіак" режисера Вернера Гедмана з жорсткими сценами. | данська                                       |
| Імперія почуттів (In the Realm of the Senses)                                                                                   | 1976 | Цей фільм, знятий режисером Нагіса Ошіма, має багато експериментальних та авангардних елементів, містить сцени жорсткого сексу, де показані геніталії акторів. Заснований на історії Сади Абе, містить феляцію та інші неімітовані статеві акти. | японська                                      |
| У Задзеркаллі (Through the Looking Glass)                                                                                       | 1976 | Фільм Джонаса Міддлтона з багатьма експериментальними та авангардними елементами. Міддлтон зняв три різні версії фільму (дві софткор, одну гардкор), щоб продати фільм різним аудиторіям. | англійська                                    |
| Справжня молода дівчина (A Real Young Girl)                                                                                     | 1976 | Цей фільм є першим повнометражним фільмом Катрін Брейла, знятим у 1975 році, але забороненим протягом наступних 25 років, головним чином через жорсткий характер його змісту. Деякі суперечливі сцени показують: фронтально вагіну, біологічні рідини, сечовипускання і мастурбацію. | французька                                    |
| Маркіза де Сад (Die Marquise von Sade)                                                                                          | 1976 | Фільм Джесса Франко. Ascot Elite Entertainment Group представляє жорстку режисерську версію та софткор-версію. | німецька                                      |
| Дівчата в нічному трафіку (Girls in the Night Traffic)                                                                          | 1976 | Німецьке Blu-ray видання цього фільму Джесса Франко містить як софткор, так і гардкор-версії. | німецька                                      |
| Французька гувернантка (The French Governess)                                                                                   | 1976 | Фільм режисера Демофіло Фідані був випущений у двох основних версіях; як Calde labbra/Excitationn і як Burning Lips - гардкор-версія, випущена на VHS. | італійська                                    |
| Гальмування (Inhibition) | 1976 | NoShame Films випустила як нерозрізану (гардкор), так і розрізану (софткор) версію цього фільму Паоло Поетті. | італійська                                    |
| Навколо світу на 80 ліжках (Around the World in 80 Beds (In 80 Betten um die Welt, Mondo Erotico))                              | 1976 | Фільм Джесса Франко доступний також у гардкор-версії. Однак автентичність фільму як "справжнього" мондо є предметом серйозних дискусій (згідно з джерелами). | німецька                                      |
| Секс експрес (Sex Express) | 1976 | Також відомий як "Диверсії", цей британський фільм режисера Дерека Форда також доступний у гардкорній "експортній" версії. | англійська                                    |
| Тримайте це внизу (Keep It Up Downstairs)                                                                                       | 1976 | Цей британський фільм Роберта Янга також існує у версії з жорсткими вставками, в яких задіяні двійники головних героїв. | англійська                                    |
| Секрети суперстудента (Secrets of a Superstud)                                                                                  | 1976 | Цей британський фільм, знятий режисерами Мортоном Льюїсом та Аланом Селвіном, був також знятий у гардкорній експортній версії під назвою "Стає дедалі важче" (It's Getting Harder All the Time). | англійська                                    |
| Офісна вечірка (The Office Party)                                                                                               | 1976 | Британський фільм, режисера Девіда Гранта, також має гардкорну експортну версію. | англійська                                    |
| Ангел і Жінка (The Angel and the Woman)                                                                                         | 1977 | Цей фільм Жиля Карля містить відверто неімітовану сексуальну активність між його зірками. | французька                                    |
| Агент 69 під знаком Скорпіона (Agent 69 in the Sign of Scorpio)                                                                 | 1977 | П'ятий фільм із серії данських комедій "Зодіак" з жорсткими сценами. | данська                                       |
| Сяючий секс (Shining Sex) | 1977 | Існує щонайменше дві версії цього фільму Джесса Франко: відвертий софткор (доступний на DVD під назвою Shining Sex - здається, це оригінальна версія Франко, яка також виходить у Франції під назвою La fille au sexe brillant), і гардкор (більш відверта перероблена французька версія з хардкор-вставками, також доступна на DVD). | французька                                    |
| Курячі лапки (Fate la nanna coscine di pollo)                                                                                   | 1977 | Фільм Амасі Даміані був знятий спочатку як софткор і (нібито) випущений 1977 року. Гардкор-версія під назвою "Хворобливі коханці принцеси" вийшла на екрани через кілька років. | італійська                                    |
| Блакитна Рита (Blue Rita) | 1977 | Існує щонайменше дві версії цього фільму Джесса Франко: режисерська версія (вийшла в кінотеатральний прокат у Франції 1977 року; оступна також на німецькому DVD) і французька гардкор-версія (створена зі вставок, на DVD не виходила). | німецька                                      |
| Еммануель в Америці (Emanuelle in America)                                                                                      | 1977 | Фільм Джо Д'Амато існує в таких варіантах як софткор і гардкор в різних версіях. | італійська                                    |
| Емануель навколо світу (Emanuelle Around the World)                                                                             | 1977 | Жорстка європейська версія цього фільму Джо Д'Амато, підготовлена для французького ринку, містить сцени проникнення, орального сексу та зоофілії зі змією та собакою. | італійська                                    |
| Сестра Еммануель (Sister Emanuelle)                                                                                             | 1977 | Існує також данська DVD-версія цього фільму Джузеппе Варі зі сценами жорсткого сексу. | італійська                                    |
| Нацистський табір кохання 27 (Nazi Love Camp 27)                                                                                | 1977 | Фільм Маріо Каяно, деякі версії якого містять хардкорні вставки. | італійська                                    |
| Під ліжком (Under the Bed) | 1977 | Британський фільм режисера Девіда Гранта існує у версії з жорсткими кадрами. | англійська                                    |
| Марко (The Mark) | 1977 | Грецький фільм режисера Іліаса Мілонакоса існує як у софткор-версії (Марко), так і в хардкор-версії (Дівчина за викликом). | англійська                                    |
| Церемонія (The Ceremony) | 1977 | Фільм (також відомий як "Erotiki Teleti") грецького режисера Оміроса Ефстратіадіса існує в багатьох версіях, в тому числі і гардкорних. | грецька                                       |
| Монсіньойор Саде (Monsieur Sade)                                                                                                | 1977 | Фільм режисера Жака Робена відкривається однією "справді порнографічною сценою", тоді як решта матеріалу здебільшого є симуляцією. | французька                                    |
| Гарячі ночі Калігули (Caligula's Hot Nights)                                                                                    | 1977 | Еротична комедія режисера Роберто Б'янкі Монтеро, знята у двох версіях, софткор і гардкор (містить одне проникнення і кілька сцен феляції; підготовлена для іноземного ринку). | італійська                                    |
| Агент 69 Дженсен під знаком Стрільця (Agent 69 Jensen in the Sign of Sagittarius)                                               | 1978 | Шостий і останній фільм данської серії непорнографічних комедій "Зодіак" режисера Вернера Гедмана з жорсткими сценами. | данська                                       |
| За стінами монастиря (Behind Convent Walls)                                                                                     | 1978 | Нерозрізана версія цього фільму про експлуатацію монахинь режисера Валеріана Боровчика містить жорстку сцену жіночої мастурбації дерев'яним фалоімітатором з намальованим на одному кінці обличчям Христа; "найграфічніша сексуальна сцена у фільмі і те, що зробило фільм сумнозвісним". | італійська                                    |
| Синє кіно (Blue Movie) | 1978 | Цей фільм режисера Альберто Каваллоне також існує в нерозрізаній 8-мм версії з жорстким матеріалом, що включає сцени феляції та статевого акту. | італійська                                    |
| Сестра Урсула (Sister of Ursula)                                                                                                | 1978 | Режисер Енцо Міліоні підтвердив існування як нерозрізаної софткор-версії, так і гардкор-версії (зі вставками, доданими продюсерами) фільму. | італійська                                    |
| Прихід гріха (The Coming of Sin (La visita del vicio))                                                                          | 1978 | Фільм Хосе Рамона Ларраса спочатку виходив у двох версіях: міжнародній (значно скорочена оригінальна режисерська версія з деякими досить графічними сексуальними сценами, випущена в Голландії та інших європейських країнах під назвою Violation of the Bitch) та гардкор-версія (зі вставками, випущена в італійському PAL VHS під назвою Sodomia). У 2019 році Arrow Films Blu-ray вперше випустив оригінальну, нецензуровану версію фільму Ларраза. | іспанська                                     |
| Крамниця задоволень на проспекті (Pleasure Shop on the Avenue)                                                                  | 1978 | Еротичний трилер (також відомий як Il porno shop della settima strada) режисера Джо Д'Амато спочатку знімався як софткор, а потім на прохання продюсерів до нього було додано деякі жорсткі кадри. Повну жорстку версію фільму можна знайти на італійському DVD від Cinesexy, випущеному в 2015 році. | італійська                                    |
| Ви зводите мене з розуму (You're Driving Me Crazy)                                                                              | 1978 | Існує гардкор-версія цього фільму Девіда Гранта, але незрозуміло, чи брав участь хтось із акторів у гардкор-вставках. | англійська                                    |
| Immoral Women | 1979 | Фільм режисера Валеріана Боровчика складається з трьох історій під назвами "Маргарита", "Марселіна" та "Марі" відповідно. У першій історії, "Маргарита", є сцена неімітованого статевого акту. | французька, італійська                        |
| Калігула | 1979 | Продюсер фільму, Боб Гуччіоне, додав до шести хвилин кілька жорстких вставок, включаючи проникнення, феляцію та еякуляцію. Сцени, зняті Тінто Брассом, повністю софткор. | англійська                                    |
| Images in a Convent | 1979 | Цей фільм Джо Д'Амато містить багато відвертих сексуальних сцен, включаючи жорсткий секс у сцені зґвалтування. | італійська                                    |
| Play Motel | 1979 | Фільм режисера Маріо Ґаріаццо містить сцени жорсткого сексу. | італійська                                    |
| Giallo a Venezia | 1979 | Фільм Маріо Ланді, доступний на Blu-ray від Scorpion Releasing, містить одну жорстку вставку. | італійська                                    |
| Malabimba - The Malicious Whore                                                                                                 | 1979 | Фільм про експлуатацію монахинь режисера Андреа Б'янкі, що містить жорсткі кадри (включно зі сценою феляції у виконанні акторок з основної постановки). Фільм вийшов у кінотеатральний прокат в Італії у вересні 1979 року. | італійська                                    |
| Гола за ґратами (Bare Behind Bars)                                                                                              | 1980 | Фільм Освальдо де Олівейри про жінок у в'язниці, що містить кілька жорстких сцен. Фільм вийшов у кінотеатральний прокат у Бразилії 1980 року, а пізніше на DVD від Blue Underground. | португальська                                 |
| Звір у космосі (Beast in Space)                                                                                                 | 1980 | Компанія Severin Films випустила як софткор-версію (без рейтингу) фільму Альфонсо Брешіа, так і гардкор-версію (зроблену з використанням деяких окремо знятих гардкор-фрагментів). Невідомо, яка з версій є оригінальною. | італійська                                    |
| Мінет (Blow Job (Soffio erotico))                                                                                               | 1980 | Режисер Альберто Каваллоне заявив, що у фільмі не було жодних графічних сцен сексу, окрім однієї імітованої сцени орального сексу. Це твердження було спростоване іншими учасниками зйомок фільму. Жорстку версію фільму було знято за участю трьох акторок, які вже працювали з Каваллоне у його жорстких фільмах, зокрема Поліни Тойчер, Ґуї Лаурі Фільці та Хассана Джабара, які не були задіяні у фільмі. Фільм вийшов у кінотеатральний прокат в Італії компанією Distribuzione Cinematografica у травні 1980 року. | італійська, французька                        |
| Еротичний близнюк (La gemella erotica)                                                                                          | 1980 | Альберто Каваллоне зняв цей фільм як у софт-кор, так і в гардкор-версії. | італійська                                    |
| Еротичні ночі живих мерців (Erotic Nights of the Living Dead)                                                                   | 1980 | У своїй книзі доцент Денні Шипка з Університету штату Луїзіана дав негативну рецензію на "Еротичні ночі живих мерців", розкритикувавши акторську гру, сцени крові та сексу, і дійшовши висновку, що поєднання "жорсткого сексу та екстремального насильства є тривожним". | італійська                                    |
| Чорний секс (Sesso nero – Exotic Malice)                                                                                        | 1980 | Цей фільм Джо Д'Амато розглядається авторами книги Luce Rossa. La nascita e le prime fasi del cinema pornografico in Italia як перший італійський гардкор-фільм, який демонструвався в італійських кінотеатрах. На сайті www.mondo-digital.com пояснюється, чому цей фільм, як і більшість фільмів Д'Амато того періоду, "не можна класифікувати як традиційний порнофільм". | італійська                                    |
| Секс у польоті (Flying Sex) | 1980 | Італійський фільм режисера Маріно Джироламі містить сцени жорсткого сексу. Фільм вийшов у прокат у багатьох європейських країнах, включаючи Італію та Швецію. | італійська                                    |
| Лібідоманія 2 (Libidomania 2)                                                                                                   | 1980 | Мондо-фільм Бруно Маттеї, що містить жорсткі сцени. Згідно з наявними джерелами, деякі з цих "послідовностей мондо" насправді є фрагментами, взятими з інших фільмів мондо, а не ліцензованими новинами, репортажами чи реальними кадрами. | італійська                                    |
| Коли любов - це непристойність (Quando l'amore è oscenità, (When love is obscenity))                                            | 1980 | Фільм Ренато Полселлі, за словами джерела, "найвідоміший, найобразливіший, найскладніший його фільм", знятий 1973 року, але не виходив у прокат до 1979/1980 року через проблеми з цензурою. Повністю нерозрізана версія фільму містить як сцени різних видів сексуальних дій (деякі з яких є жорсткими), так і сцени сильного насильства/кривавих сцен. | італійська                                    |
| Жорстке відчуття (Hard Sensation)                                                                                               | 1980 | Нерозрізана версія цього фільму Джо Д'Амато містить жорсткі сцени. | італійська                                    |
| Готель парадіз (Hotel Paradise (Orinoco: Prigioniere del sesso))                                                                | 1980 | І софткор, і гардкор версії цього фільму, режисера Едоардо Муларджіа, можна знайти на данському DVD від Another World Entertainment. | італійська                                    |
| Секс і чорна магія (Sex and Black Magic)                                                                                        | 1980 | У цьому переважно софткор-фільмі Джо Д'Амато є одна коротка гардкор-вставка. | італійська                                    |
| Порно еротичне кохання (Sexy Erotic Love)                                                                                       | 1980 | Щоб створити "Порно еротичне кохання", режисер Джо Д'Амато наклав послідовності з "Жінки чорної кобри" та "Емануели в Бангкоку", додавши до них жорсткі кадри. | італійська                                    |
| Порновбивці (The Porno Killers)                                                                                                 | 1980 | Нерозрізана версія цього фільму Роберто Маурі (його останній фільм) містить сильні сцени насильства та жорсткого сексу. | італійська                                    |
| Лихачі (Spetters) | 1980 | Цей фільм режисера Пола Верховена містить відверті сцени жорсткого сексу, зокрема орального. | данська                                       |
| Таксі цум Кло (Taxi zum Klo) | 1980 | Фільм режисера Френка Ріппла містить сцени жорсткого гей-сексу. | німецька, англійська, французька              |
| Плоди пристрасті (Fruits of Passion)                                                                                            | 1981 | Цей фільм Шуджі Тераями містить неімітовану феляцію. | кантонська, японська, англійська, французька  |
| Еммануель в Сохо (Emmanuelle in Soho)                                                                                           | 1981 | Британський фільм режисера Девіда Г'юза також доступний у гардкор-версії з різними виконавцями, двома жінками та одним чоловіком. | англійська                                    |
| Порноголокост (Porno Holocaust)                                                                                                 | 1981 | Доцент Денні Шипка з Університету штату Луїзіана дав негативну рецензію на "Порноголокост", розкритикувавши акторську гру, криваві сцени та сцени сексу і дійшовши висновку, що поєднання "жорсткого сексу та екстремального насильства є тривожним". | італійська                                    |
| День мірй (Daydream) | 1981 | У цьому японському рожевому фільмі японська акторка Кьоко Айзоме бере участь у кількох сценах неімітованого сексу. | японська                                      |
| Калігула... Нерозказана історія (Caligula... The Untold Story)                                                                  | 1982 | Нерозрізана європейська версія цього фільму, знята режисером Джо Д'Амато, містить гардкор-матеріали різного роду. "Калігула... Нерозказана історія" вийшла в Італії та інших європейських країнах як в кінотеатрах, так і на домашньому відео в декількох різних софткор- і гардкор-версіях. | італійська                                    |
| Скандал (Scandale) | 1982 | Цей фільм Джорджа Міхалки містить як софткор, так і гардкор сцени сексу. | французька                                    |
| Сексуальний апокаліпсис (Sexual apocalypse)                                                                                     | 1982 | Фільм Карлоса Ауреда та Серхіо Бергонзеллі (без акторської ролі) вийшов у двох версіях - софткор-версії (іспанською мовою на DVD) та гардкор-версії (італійською мовою на VHS). | іспанська                                     |
| Афродіта (Aphrodite) | 1982 | Софткор-фільм режисера Роберта Ф'юста (його останній повнометражний фільм), який включає сцену, що показує часткове введення великого пальця ноги у вагіну. Фільм вийшов на екрани французьких кінотеатрів у липні 1982 року. | французька                                    |
| Еротичний карлик (Il nano erotico)                                                                                              | 1982 | Фільм режисера Альберто Каваллоне існує у двох версіях: софткор-версія під назвою Лишатися - Бути захопленим та гардкор-версія під назвою Нянька [випущена у Франції під назвою Petites fesses juvéniles (pour membres bienfaiteurs)]. | італійська                                    |
| Мої ночі з Мессаліною (My Nights with Messalina (Bacanales Romanas))                                                            | 1982 | Іспанська еротична стрічка режисера Гайме Х. Пуїґа, що містить як жорсткі сцени (які "обмежені та дещо стримані, з більшим акцентом на персонажах та еротичній оповіді"), так і насильство. Це один з перших фільмів з жорстким сексом, знятих у цій країні після смерті Франсіско Франко в 1975 році, що призвело до пом'якшення цензури. | іспанська                                     |
| Богородиця для Калігули (The Virgin for Caligula (Una virgen para Caligula))                                                    | 1982 | Іспанський пул від Гайме Х. Пуїґа, що містить різноманітні сексуальні ситуації, в тому числі гардкор-сцени. | іспанська                                     |
| Вибухове світло (Luz del Fuego)                                                                                                 | 1982 | Цей бразильський фільм режисера Девіда Невеса розповідає ліберальну і романтичну історію про суперечливу бразильську ведетту Лус дель Фуего. Фільм містить сцену, в якій головна акторка треться об пеніс. | португальська                                 |
| Загублена в Содомі (Perdida em Sodoma)                                                                                          | 1982 | Цей бразильський фільм, який зазвичай перекладають як "Загублена в Содомі", написаний і знятий режисером Нілтоном Насіменто, містить кілька гардкорних сцен феляції та проникнення. | португальська                                 |
| Убивство плоті (Killing of the Flesh)                                                                                           | 1983 | Цей фільм у жанрі джалло, знятий режисером Чезаре Каневарі, вийшов як у софткор-версії (як сучасний трилер), так і в гардкор-версії. | італійська                                    |
| Лялька Сатани (Satan's Baby Doll)                                                                                               | 1983 | Фільм Маріо Б'янкі, знятий у двох версіях: як еротичний жах (софткор, вийшов у прокат в Іспанії та Італії в лютому і липні 1983 року відповідно) і як гардкор-версія (в Італії - "Оргазм Сатани". Хоча Б'янкі та продюсер Габріеле Крісанті заперечували, що фільм коли-небудь існував, 2007 року відбулася прем'єра гардкор-версії на німецькому DVD). | італійська                                    |
| Взяття тигрової гори (Taking Tiger Mountain)                                                                                    | 1983 | Фільм Тома Хакабі та Кента Сміта з Біллом Пакстоном у головній ролі містить кілька графічних сцен, зокрема коротку гардкорну зйомку феляції. | англійська                                    |
| Еммануель 4 (Emmanuelle 4) | 1984 | Цей фільм режисерів Френсіса Лероя та Айріс Летанс існує щонайменше у двох версіях. Канадська VHS містить 3 жорсткі сцени, зокрема оральний секс та статевий акт. | французька                                    |
| Ліліан, збочена діва (Lillian, the Perverted Virgin [Lilian (la virgen pervertida)])                                            | 1984 | Фільм Джесса Франко, що містить кілька жорстких сцен, які, згідно з наявними джерелами, були додані пізніше як вставки, щоб розширити вже наявні сексуальні сцени, оскільки фільм знімався як софткор - "малобюджетна" драма. Фільм вийшов у кінотеатральний прокат в Іспанії 1984 року і доступний на іспанському кіосковому DVD-диску. | іспанська                                     |
| Альков (The Alcove) | 1985 | Фільм Джо Д'Амато містить кілька справжніх сцен сексу. | італійська                                    |
| Жінки Джеймса Джойса (James Joyce's Women)                                                                                      | 1985 | Цей фільм, знятий Майклом Пірсом за мотивами "Улісса" Джеймса Джойса, показує близько 20 хвилин справжньої, знятої на камеру мастурбації головної акторки Фіоннули Фланаґан. | англійська                                    |
| Диявол у плоті (Devil in the Flesh)                                                                                             | 1986 | Фільм Марко Беллоккіо, що містить коротку сцену феляції, під час якої чоловік розповідає жінці про повернення Леніна до Петербурга 1917 року. | італійська                                    |
| Еммануель 5 (Emmanuelle 5) | 1987 | Цей фільм режисера Валеріана Боровчика існує щонайменше у трьох версіях. Жорстка версія була випущена лише у Франції на VHS і містить сцени статевого акту, орального сексу, мастурбації та сечовипускання. | французька, англійська                        |
| Еммануель 6 (Emmanuelle 6) | 1988 | Жорстка версія цього фільму Бруно Зінконе та Жана Роллена була випущена у Франції на VHS, що робить її приблизно на 10 хвилин довшою за американську DVD-версію. | французька                                    |
| Готель «Санкт-Паулі» (Hotel St. Pauli)                                                                                          | 1988 | Цей фільм Свенда Вама показує неімітований оральний секс. | норвезька, шведська                           |
| Дитячий садок (Kindergarten) | 1989 | Цей аргентинський фільм режисера Хорхе Поляко був заборонений на 20 років (в Аргентині) через вміст оголеної натури за участю неповнолітніх, а також через короткий хардкор-кадр феляції. | іспанська                                     |
| Паганіні (Kinski Paganini) | 1989 | Режисерський дебют Клауса Кінскі. За словами одного з рецензентів: "[...] це справді надзвичайно химерний, місцями жорстокий і майже експериментальний фільм з великою кількістю софткорових і гардкорних сцен [...]". | італійська                                    |
| Токійський декаданс (トパーズ (Tokyo Decadence; Topāzu)                                                                         | 1992 | Цей фільм Рю Муракамі про проституцію в Японії містить відверто сексуальні та графічні сцени, зокрема використання вібратора та страпона, а також сцену сечовипускання. Однак "Муракамі знімав цей фільм не для того, щоб полоскотати людське лібідо; він хотів показати потенційну потворність, до якої може призвести секс". | японська, англійська                          |
| М'яке вбивство (The Soft Kill)                                                                                                  | 1994 | DVD-версія цього фільму, знята режисером Елі Коеном, показує сексуальне проникнення. | англійська                                    |
| Трилогія похоті (Xue Lian (Trilogy of Lust))                                                                                    | 1995 | Гонконгський фільм категорії III, що містить неімітоване проникнення та феляцію. | кантонська                                    |
| Життя Ісуса (La Vie de Jésus (The Life of Jesus))                                                                               | 1997 | "У "Житті Ісуса" Дюмон включив дуже великі плани проникнення, щоб підкреслити тваринну природу статевого акту". | французька                                    |
| Ідіоти (Idioterne (The Idiots))                                                                                                 | 1998 | У цьому фільмі Ларса фон Трієра показано надзвичайно коротке проникнення та груповий секс. | данська                                       |
| Нудьга (L'Ennui) | 1998 | Фільм Седріка Кана містить неімітовані сцени сексу. | французька                                    |
| Фіона (Fiona) | 1998 | Цей фільм режисера Амоса Коллека містить коротку сцену орального сексу. | англійська                                    |
| Ісус є палестинцем (Jezus is een Palestijn (Jesus Is a Palestinian))                                                            | 1999 | Голландський фільм зі сценою проникнення. | нідерландська                                 |
| Роман (Romance) | 1999 | Режисерка Катрін Брейлят розповідає про чоловічу та жіночу мастурбацію, феляцію, проникнення, еякуляцію та садомазохістську прив'язаність. | французька                                    |
| Пола Ікс (Pola X) | 1999 | "«Пола Ікс» здобув світову славу завдяки неімітованим статевим актам між Гійомом Депардьє (П'єр) та Катериною Голубєвою (Ізабель). Хоча для найбільш відвертих сцен використовувалися манекени". | французька                                    |
| Людожер (The Man-Eater (La donna lupo))                                                                                         | 1999 | Фільм Ауреліо Грімальді містить сцену неімітованої феляції. | італійська                                    |
| Гуардамі (Guardami) | 1999 | Фільм режисера Давіде Ферраріо містить неімітовані сцени сексу, зокрема феляцію у виконанні Елізабетти Каваллотті. | італійська                                    |
| Душитель вампірів (Vampire Strangler)                                                                                           | 1999 | Фільм Вільяма Хеллфайра показує несимульовану феляцію та деякі інші гардкор-сцени. | англійська                                    |
| Брехня (Lies (Gojitmal)) | 1999 | Містить неімітований статевий акт, феляцію, копрофілію та садо-мазо. | корейська                                     |
| Токійська елегія (Tokyo Elegy (Shabondama Elegy))                                                                               | 1999 | Містить неімітований статевий акт, феляцію, кунілінгус у виконанні голландського актора Тома Гоффмана та японської порноакторки Май Хошино. | японська, нідерландська                       |
| Трахни мене (Baise-moi) | 2000 | Кілька реальних сексуальних сцен, включаючи проникнення та феляцію. | французька                                    |
| Привид (O Fantasma) | 2000 | Містить неімітовану сцену гомосексуальної феляції. | португальська                                 |
| Скрапбук (Scrapbook) | 2000 | Цей фільм Еріка Станзе включає непроникаючі статеві акти (жорстку феляцію та актора, який мочиться на акторку). | англійська                                    |
| Інтим (Intimacy) | 2001 | Особливості фелляції. | англійська                                    |
| Порнограф (Le Pornographe (The Pornographer))                                                                                   | 2001 | У цьому фільмі Бертрана Бонелло показано багато сцен жорсткого сексу, включно з проникненням. | французька                                    |
| Люсія і секс (Lucía y el sexo (English title: Sex and Lucia))                                                                   | 2001 | Цей фільм Хуліо Медема містить кілька реальних сексуальних сцен, включаючи проникнення і феляцію з порнофільму, зроблені одним з героїв фільму, а також ручну стимуляцію ерегованого пеніса і кунілінгус, виконані іншим героєм фільму і на ньому. | іспанська, англійська                         |
| Собачі дні (Hundstage (Dog Days))                                                                                               | 2001 | Перший вигаданий художній фільм режисера Ульріха Зайдля містить сцену жорсткої оргії. | німецька                                      |
| Центр Світу (The Center of the World)                                                                                           | 2001 | Фільм Вейна Ванга містить неімітовану сцену, де стриптизерка вставляє льодяник у вагіну (у виконанні порноакторки Аліші Клас). | англійська                                    |
| Подружка Лазаро (Lazaro's Girlfriend (La novia de Lázaro))                                                                      | 2002 | Цей фільм Фернандо Мерінеро показує справжню фелляцію. | іспанська                                     |
| Вовк Західного узбережжя (Le loup de la côte Ouest (The Wolf of the West Coast))                                                | 2002 | Фільм Уго Сантьяго з Джеймсом Фолкнером та Анною Муглаліс містить сцени неімітованого сексу. | французька, англійська                        |
| Блаженно твій (Blissfully Yours (S̄ud s̄aǹeh̄ā))                                                                                   | 2002 | Цей фільм, знятий режисером Апічатпонгом Вірасетакулом, містить неімітовану сцену ручної стимуляції пеніса до ерекції. | тайська                                       |
| Секретні речі (Choses secrètes (Secret Things))                                                                                 | 2002 | Фільм Жан-Клода Бріссо про жіночу сексуальність, що містить багато відвертих сексуальних сцен, зокрема публічну мастурбацію героїні та сцену жорсткої оргії. Перший фільм трилогії. | французька                                    |
| Кен Парк (Ken Park) | 2002 | Режисер Ларрі Кларк показує як імітовані, так і неімітовані сцени сексу, наприклад, чоловічу мастурбацію та сцену еякуляції. | англійська                                    |
| Коричневий кролик (The Brown Bunny)                                                                                             | 2003 | У цьому фільмі Вінсента Галло показана сцена феляції. | англійська                                    |
| Фалло! (Private (Fallo!)) | 2003 | Фільм режисера Тінто Брасса був випущений у двох DVD-версіях: Режисерська версія (італійською мовою), яка містить неімітовану сцену орального сексу, та альтернативна версія продюсерського монтажу (англійською мовою), в якій відсутня неімітована сцена. | італійська, французька, англійська, іспанська |
| Червона Венеція (Rossa Venezia)                                                                                                 | 2003 | Цей фільм Андреаса Бетмана містить багато сцен жорсткого сексу, переважно лесбійського. | німецька                                      |
| Принципи хтивості (The Principles of Lust)                                                                                      | 2003 | Британський фільм Пенні Вулкок, який містить "сцену оргії з рейтингом "х". | англійська                                    |
| Анатомія пекла (Anatomie de l'enfer (Anatomy of Hell))                                                                          | 2004 | За Австралійською класифікаційною комісією, фільм режисера Катрін Брейлат містить "реальний секс, сексуальні сцени високого рівня та теми високого рівня". | французька                                    |
| 9 пісень (9 Songs) | 2004 | Кілька неімітованих сцен сексу, включаючи проникнення, феляцію, кунілінгус та еякуляцію. | англійська                                    |
| «Історія ока» Жоржа Батая (Story of the Eye)                                                                                    | 2004 | Заснований на романі Жоржа Батая "Історія ока", цей фільм режисера Ендрю Репаскі МакЕлхінні містить багато жорстких сексуальних сцен. | англійська                                    |
| Мова кохання (Kärlekens språk 2000)                                                                                             | 2004 | Шведський (вигаданий) фільм про статеве виховання режисера Андерса Леннберґа показує деякі автентичні сцени сексу. Фільм мав обмежений кінотеатральний прокат, демонструвався у школах, а також має DVD-версію. | шведська                                      |
| Дурний хлопець (Stupid Boy (Garçon stupide))                                                                                    | 2004 | Фільм Лайонела Баєра містить "справжній сильний секс". Він вийшов у кінотеатральний прокат щонайменше в трьох країнах, включаючи Францію, Німеччину та Іспанію. | французька                                    |
| Все про Анну (All About Anna)                                                                                                   | 2005 | Фільм режисерки Джессіки Нільссон, у якому показано статеві акти у виконанні Ейлін Дейлі та Грі Бея, а також акторів-чоловіків, феляція з еякуляцією у виконанні Ейлін Дейлі на Марку Стівенсу, кунілінгус у виконанні Овідіє на Грі Бе. | данська                                       |
| Битва на небесах (Battle in Heaven)                                                                                             | 2005 | Фільм режисера Карлоса Рейгадаса, зі вступною сценою неімітованої феляції між Анаполою Мушкадіз та Маркосом Ернандесом. | іспанська                                     |
| 8мм 2 (8mm 2) | 2005 | Фільм режисера Дж. С. Кардоне, що містить різноманітні еротичні сцени, які включають груповий секс, жіночу мастурбацію, оральну стимуляцію, автентичні порнографічні кадри та лесбійський кунілінгус. | англійська                                    |
| Поцілунки в уста (Kissing on the Mouth)                                                                                         | 2005 | Фільм Джо Свонберга містить справжню сцену мастурбації з еякуляцією. | англійська                                    |
| Норовлива хмара (The Wayward Cloud)                                                                                             | 2005 | Цей фільм режисера Цай Мін-лян показує феляцію та проникнення. | мандаринська                                  |
| Принцеса (Princesas) | 2005 | Цей фільм Фернандо Леона де Араноа містить сцену відвертої феляції. | іспанська                                     |
| Спи зі мною (Lie with Me) | 2005 | Фільм Клемента Вірго, знятий за мотивами однойменного роману, містить "секс середнього та жорсткого рівня". | англійська, іспанська                         |
| Дестриктований (Destricted) | 2006 | Цей фільм - компіляція з семи короткометражок, знятих художниками та незалежними режисерами, яким було доручено "дослідити тонку межу, де перетинаються мистецтво і порнографія". Він "містить жорсткий, справжній секс". | англійська                                    |
| Клуб «Shortbus» (Shortbus) | 2006 | Кілька акторів виконують реальні сексуальні дії, включаючи відверту мастурбацію, аутофеляцію, коїтус і феляцію. | англійська                                    |
| Taxidermia | 2006 | Цей фільм режисера Дьордя Палфі містить дві послідовності коротких реальних сексуальних дій (чоловічу мастурбацію та вагінальне проникнення). | угорська, англійська, російська               |
| Ангели-винищувачі (Les Anges Exterminateurs)                                                                                    | 2006 | Другий фільм Жан-Клода Бріссо, який досліджує жіночу сексуальність. Він показує неімітовану жіночу мастурбацію. | французька                                    |
| Підніміть (Auftauchen (Amour fou))                                                                                              | 2006 | У дебютному повнометражному фільмі Фелісітас Корн показано кілька автентичних сцен сексу. | німецька                                      |
| Ex Drummer | 2007 | Фламандський фільм режисера Коена Мортьє, що містить "сильний справжній секс". Вийшов у прокат у Бельгії та Нідерландах. | нідерландська                                 |
| Це добре! Все добре. (It Is Fine! Everything Is Fine.)                                                                          | 2007 | Цей фільм режисерів Девіда Бразерса та Кріспіна Гловера містить справжнє проникнення. | англійська                                    |
| Історія Річарда О. (The Story of Richard O. (L'histoire de Richard O.))                                                         | 2007 | У цьому фільмі Дем'єна Одула показано кілька неімітованих сцен сексу. | французька, фінська                           |
| Імпорт-експорт (Import/Export)                                                                                                  | 2007 | Другий повнометражний фільм Ульріха Зайдля містить зображення несимульованого сексу, такого як фінгеринг та оральний секс. | німецька, словацька, російська, англійська    |
| Сервіс (Serbis (Service)) | 2008 | Режисер Брільянте Мендоза (Brillante Mendoza) показує відверту фелляцію. | філіппінська, таголагська                     |
| Тропічна Маніла (Tropical Manila)                                                                                               | 2008 | Цей фільм, знятий режисером Санг-ву Лі, містить кілька відвертих сексуальних актів, включаючи справжню феляцію. | філіппінська, корейська                       |
| Отто; або Вгору з мерцями» (Otto; or Up with Dead People)                                                                       | 2008 | Фільм Брюса ЛаБрюса містить "сильний справжній секс". | англійська, німецька                          |
| Пригода (À l'aventure) | 2008 | Третій фільм Жан-Клода Бріссо про жіночу сексуальність містить багато відвертих сексуальних сцен, зокрема автентичну жіночу мастурбацію та оргазм. | французька                                    |
| Вбивця аматорської порнозірки (Amateur Porn Star Killer 2)                                                                      | 2008 | Цей фільм Шейна Райана містить відверті сцени проникнення та орального сексу. Другий фільм трилогії. | англійська                                    |
| Гуттерболс (Gutterballs) | 2008 | Канадський фільм режисера Райана Ніколсона існує щонайменше у двох версіях: Оригінальна версія, яка містить відверті кадри чоловічих і жіночих геніталій, і так звана Pin-Etration Edition, практично така сама, як і Оригінальна версія, але з додаванням коротких гардкор-кадрів, зокрема кадру, де в вагіну проникає (гумовий) пеніс під час сцени зґвалтування. Таким чином, Pin-Etration Edition лише на 20 секунд довша за оригінальну версію і також має позначку "Тільки для дорослих". | англійська                                    |
| Будинок манекенів з плоті (House of Flesh Mannequins)                                                                           | 2009 | Фільм режисера Доміціано Крістофаро містить як реальні сцени сексу, так і (принаймні деякі) реальні сцени тортур у виконанні міжнародних порнозірок та виконавців екстремального боді-арту відповідно. Реліз на американському DVD - режисерська версія (з попередженням). | англійська                                    |
| Антихрист (Antichrist) | 2009 | Цей фільм Ларса фон Трієра містить сцену проникаючого вагінального статевого акту, а також графічно насильницькі сексуальні образи. Для зйомок фільму були використані двійники. | англійська                                    |
| Вхід у пустоту (Enter the Void)                                                                                                 | 2009 | Цей фільм режисера Гаспара Ное містить довгу послідовність жорсткого сексу. | англійська, японська                          |
| Група (The Band) | 2009 | Цей фільм режисерки Анни Браунфілд містить численні сцени неімітованого сексу. | англійська                                    |
| Ікло (Dogtooth) | 2009 | Фільм Йоргоса Лантімоса. "Короткий справжній секс використовується для створення незвичного і дисфункціонального способу життя, який є результатом ізоляції, організованої батьком-диктатором, включно з інцестом". | грецька                                       |
| Ангели з брудними крилами (Engel mit schmutzigen Flügeln (Angels with Dirty Wings))                                             | 2009 | У цьому фільмі Роланда Ребера акторка Антьє Меннінг займається справжнім сексом перед камерою. | німецька                                      |
| Зараз і пізніше (Now & Later)                                                                                                   | 2009 | Американський незалежний фільм французького режисера Філіпа Діаза, що містить кілька імітованих сцен сексу та одну неімітовану сцену орального сексу у виконанні Шарі Соланіс з партнером Джеймсом Вортемом. | англійська                                    |
| Людський зоопарк (Human Zoo) | 2009 | Фільм режисерки Ріє Расмуссен, що містить неімітований кунілінгус. | англійська, сербська, аербіанська, французька |
| Світська історія (Mundane History)                                                                                              | 2009 | Фільм Аноча Сувічакорнпонг містить відверту сцену чоловічої мастурбації. | тайська                                       |
| Спальні місця (Bedways) | 2010 | У цьому фільмі Рольфа Петера Каля показані реальні сцени сексу, зокрема дві сцени мастурбації. | німецька                                      |
| Секс-комедія Ріо (Rio Sex Comedy)                                                                                               | 2010 | У фільмі Джонатана Носсітера є одна неімітована сцена сексу за участю акторки Ірен Жакоб. | англійська, французька                        |
| Кроликова гра The Bunny Game | 2010 | Цей фільм режисера Адама Реймаєра містить тривалу неімітовану феляцію. | англійська                                    |
| Високосний рік (Año bisiesto (Leap Year))                                                                                       | 2010 | Фільм Майкла Роу містить сцени неімітованого сексу. | іспанська                                     |
| Ганду (Gandu) | 2010 | Індійський фільм режисера Каушіка Мукерджі, що містить реальні сцени сексу.. | бенгальська                                   |
| ЛельБель (LelleBelle) | 2010 | Цей фільм Міші Кампа містить зображення неімітованого проникнення. | нідерландська                                 |
| Q (Q (Desire)) | 2011 | Французький фільм 2011 року, знятий режисером Лораном Буніком, у якому показано кілька графічних неімітованих зображень сексу. | французька                                    |
| Кохання насправді... Відстій! (愛很爛 (Love Actually... Sucks!))                                                                | 2011 | Гонконгський фільм, знятий режисером Скадом, показує фелляцію. | мандаринська, кантонська, англійська          |
| Чатрак (Chatrak (Mushrooms)) | 2011 | Індійський бенгальський фільм режисера Вімукті Джаясундара містить сцену неімітованого кунілінгусу за участю акторів Паолі Дама та Анубрата Басу. | бенгальська                                   |
| У клітці (Caged) | 2011 | Голландський фільм 2011 року, знятий режисером Стефаном Бреннінкмайєром, містить кілька відвертих сцен жорсткого сексу. | нідерландська                                 |
| Леа (Léa) | 2011 | Цей фільм, знятий режисером Бруно Ролланом, містить неімітовану сцену кунілігусу. | французька                                    |
| Неправильний Фераррі (The Wrong Ferarri)                                                                                        | 2011 | Експериментальний фільм, написаний і знятий музикантом Адамом Гріном, який зіграв головну роль, у якому показано неімітовану сцену анального проникнення в Гріна фалоімітатором. | англійська                                    |
| Повія (The Slut) | 2011 | Цей фільм, знятий режисеркою і виконавицею головної ролі Хагар Бен Ашар, містить неімітований статевий акт. | іврит                                         |
| Кліп (Clip) | 2012 | Дебютний фільм Майї Мілош про гіперсексуальних підлітків. Містить дві неімітовані сцени феляції, "хоча Мая Мілош зазначає, що молоді актори не були задіяні, а були задіяні двійники. Насправді кінцеві титри починаються із заяви: "Неповнолітні особи не були задіяні у сценах відвертого сексу та оголення"". Протези та візуальні ефекти також використовувалися в інших сценах. | сербська                                      |
| Зірочка (Starlet) | 2012 | Цей фільм Шона С. Бейкера містить сцену проникнення. | англійська                                    |
| Рай: Віра (Paradise: Faith) | 2012 | Австрійський фільм 2012 року режисера Ульріха Зайдля, другий у його трилогії "Рай". Він містить "сильний справжній секс", включаючи короткі сцени мастурбації та феляції. | німецька                                      |
| Вони називають це літом (They Call It Summer (E la chiamano estate))                                                            | 2012 | Фільм Паоли Франкі містить неімітований секс за участю Ізабелли Феррарі. | італійська                                    |
| Я хочу твого кохання (I Want Your Love)                                                                                         | 2012 | Повнометражний фільм 2012 року режисера Тревіса Метьюза містить "сильний справжній секс" між чоловіками. | англійська                                    |
| Сексуальні хроніки французької родини (Sexual Chronicles of a French Family (Chroniques sexuelles d'une famille d'aujourd'hui)) | 2012 | Фільм Паскаля Арнольда та Жан-Марка Барра існує у двох версіях: суттєва версія (софткор) і сексуальна версія (гардкор). | французька                                    |
| Німфоманка (Nymphomaniac) | 2013 | Двосерійний драматичний фільм Ларса фон Трієра, третя частина його вільної трилогії "Депресія". Для створення сцен імітації сексу фон Трієр використав цифрову композицію, наклавши геніталії акторів порнофільмів на тіла акторів фільму. Під час Каннського кінофестивалю продюсерка Луїза Вест пояснила: "Ми знімали акторів, які вдавали, що займаються сексом, а потім зняли двійників, які справді займалися сексом, і на монтажі ми наклали їх цифровим способом. Тож вище пояса це буде зірка, а нижче пояса - двійники". Акторки, які грають головну жіночу роль у різному віці, Шарлотта Генсбур і Стейсі Мартін, також розповіли, що під час зйомок використовувалися протези вагіни. | англійська                                    |
| Порнопунг (Pornopung) | 2013 | Норвезький фільм 2013 року, знятий режисером Йоханом Каосом, що містить сцену відвертої феляції. | норвезька                                     |
| Незнайомець на озері (Stranger by the Lake)                                                                                     | 2013 | У фільмі режисера Алена Ґіроді є сцени неімітованого сексу, які були зняті з використанням дублерів. | французька                                    |
| Болота (Wetlands) | 2013 | Фільм Девіда Внендта містить реальну сцену мастурбації та еякуляції чотирьох чоловіків на шпинатну піцу. Для зйомок цієї сцени були найняті порноактори. | німецька                                      |
| Пазоліні (Pasolini) | 2014 | Фільм Абеля Феррари про останній день життя П'єра Паоло Пазоліні показує тривалу, неімітовану послідовність феляції. | англійська, італійська, французька            |
| Секс-дієта (Diet of Sex) | 2014 | Фільм Боржія Бруна містить неімітовані сцени сексу. | іспанська                                     |
| Сердитий художник (Angry Painter (Sungnan Hwaga))                                                                               | 2015 | Фільм Кю Хван Чжона містить сексуальний контент з рейтингом "x", зокрема сцени неімітованого статевого акту між Мун Чжон Воном та російською акторкою Наталією Булиною. | корейська                                     |
| Любов (Love) | 2015 | Цей фільм Гаспара Ное містить сцени неімітованої сексуальної активності та вирізняється тим, що вийшов у форматі 3D. | англійська                                    |
| Динна веселка (Melon Rainbow)                                                                                                   | 2015 | Короткометражний фільм про молоду жінку, яка працює в будинку для сліпих. Містить неімітовану феляцію. | данська                                       |
| Тео і Юго в одному човні (Paris 05:59: Théo & Hugo)                                                                             | 2016 | Фільм відкривається 18-хвилинною сценою неімітованої гей-оргії в паризькому секс-клубі. | французька                                    |
| Ми є плоть (We Are the Flesh (Tenemos la carne))                                                                                | 2016 | Мексиканський фільм режисера Еміліано Роша Мінтера містить неімітовані сцени сексу, зокрема сцену мастурбації, зняту в момент кульмінації. | іспанська                                     |
| Хлопчик-голка (Needle Boy) | 2016 | Фільм режисера Александра Бак Сагмо містить неімітовані сцени сексу. | данська                                       |
| Любовна машина (Love Machine (Mashina Lyubvi))                                                                                  | 2016 | Дещо суперечливий (щодо його справжніх намірів), сексуально відвертий фільм Павла Румінова містить лише кілька хардкорних моментів, зокрема оральний секс. | російська                                     |
| Ніч (The Night (La noche)) | 2016 | Фільм Едгардо Кастро показує довгі послідовності неімітованих сексуальних актів. | іспанська                                     |
| Думка про екстаз (A Thought of Ecstasy)                                                                                         | 2017 | Фільм Рольфа Петера Каля, що містить зображення повної фронтальної оголеності, ерегованих пенісів, оголених вульв, а також неімітованих сцен сексу. | німецька                                      |
| Малюнок краси (Picture of Beauty)                                                                                               | 2017 | Фільм Максима Форда містить неімітовані сцени сексу. | англійська                                    |
| Портрети Андреа Палмер (Portraits of Andrea Palmer)                                                                             | 2017 | Фільм жахів, який містить неімітовану мастурбацію, феляцію та статевий акт. | англійська                                    |
| Дівчина Марфа 2 (Marfa Girl 2)                                                                                                  | 2018 | Сиквел фільму Ларрі Кларка "Дівчина Марфа" 2012 року, цей фільм містить справжні сексуальні сцени у виконанні не акторів. | англійська                                    |
| Мектуб, Любов моя: Інтермеццо (Mektoub, My Love: Intermezzo)                                                                    | 2019 | У фільмі Абделлатіфа Кечіче є 13-хвилинна сцена неімітованого кунілінгусу. | французька                                    |
| Останній раз (One Last Time) | 2020 | Фільм Олімпії де Ж. містить неімітовані сцени сексу, такі як проникнення, мастурбація та кунілінгус. | французька                                    |
| Чат PVT (PVT Chat) | 2020 | Фільм Бена Гозі, що містить неімітовану мастурбацію. | англійська                                    |
| Громадське око (Public Eye) | 2021 | Фільм, який написав і зняв Даво Гарді, а також зіграв у ньому головну роль, містить відверті сцени мастурбації обох статей, а також короткі натяки на інші сексуальні дії, які виконують різні члени акторського складу ансамблю. | англійська                                    |
| Недоречний трах, або Божевільне порно (Bad Luck Banging or Loony Porn)                                                          | 2021 | Фільм Раду Жуде містить неімітовані сцени сексу, включаючи оральний секс і вагінальний статевий акт. | румунська                                     |
| Гниття на сонці (Rotting in the Sun)                                                                                            | 2023 | Фільм Себастьяна Сільви зі сценами неімітованого орального та анального сексу. | англійська, іспанська                         |
| Її тіло (Její tělo) | 2023 | Фільм режисерки Наталії Цісаржовської, розповідає про життя чеської спортсменки Андреї Абсолонової, яка після травми стала відомою порноакторкою під псевдонімом Lea De Mae. У стрічці наявні сецени анілінгуса та вагінального сексу. | чеська                                        |
| Відвідувач (The Visitor) | 2024 | Цей фільм Брюса Лабрюса, натхненний «Теоремою» П’єра Паоло Пазоліні, містить відверті сцени як гетеросексуального, так і гомосексуального сексу, включаючи оральний, вагінальний і анальний статевий акт. | англійська                                    |
| Страждання доньки (Des Töchterleins Leid)                                                                                       | 2024 | Швейцарсько-французька драма режисера Ювала Марлона, що поєднує елементи психологічного трилера, еротики та шокуючого артхаузу. Трейлер фільму містить момент з введенням предмета у вагіну або анус. Платформа IMDB класифікує фільм як такий, що містить сцени неімітованого сексу. | німецька                                      |

## У музичних кліпах
| Назва                                     | Рік      | Примітки | Мова                   |
| ----------------------------------------- | -------- | --- | ---------------------- |
| Б'єрк — «Pagan Poetry»                    | 2001 рік | Режисер Нік Найт, містить приватні відеозаписи сексу, зняті співачкою Б'єрк, які були змінені цифрово                                                           |                        |
| Placebo — «Protège-moi»                   | 2003 рік | Режисер Гаспар Ное на той час не був офіційно випущений і був замінений кадрами з виконанням пісні наживо.                                                      | французька, англійська |
| Rammstein — «Pussy»                       | 2009 рік | Музичне відео включало неімітовані сексуальні сцени дублерів німецької групи Rammstein.                                                                         | німецька, англійська   |
| Novedades Carminha — «Ritmo en la sangre» | 2016 рік | Музичне відео включало неімітовані сцени сексу іспанської рок-групи Novedades Carminha з Амарною Міллер на вебсайті групи, для перегляду якого потрібен пароль. | іспанська              |

### Загальні довідники
- McNair, Brian. (2013) Porno? Chic!: how pornography changed the world and made it a better place. Routledge. DOI: https://doi.org/10.4324/9780203134153
- Coleman, Lindsay. (ed.) (2016) Sex and Storytelling in Modern Cinema: Explicit Sex, Performance and Cinematic Technique. London ; New York, NY: I.B.Tauris.
- Frey, Mattias. (2016) Extreme Cinema: The Transgressive Rhetoric of Today's Art Film Culture. London: Rutgers University Press. DOI: https://doi.org/10.36019/9780813576527
- Kenny, Oliver. (2022) ‘Breaking Conventions? Political Ideology of Films With Explicit Sex’, Open Screens, 5(1), pp. 1–21. https://doi.org/10.16995/OS.8008.
- Krzywinska, Tanya. (2006) Sex and the cinema. London: Wallflower.
- Lewis, Jon. (2009) ‘Real sex: aesthetics and economics of art-house porn’, Jump Cut: A Review of Contemporary Media, 51. https://www.ejumpcut.org/archive/jc51.2009/LewisRealsex/text.html
- Villadsen, Ebbe (2005): Danish Erotic Film Classics.
- Williams, Linda. (2008) Screening sex. Durham, NC: Duke University Press.* Williams, Linda Ruth (2005): The Erotic Thriller in Contemporary Cinema. Indiana University Press. ISBN 0-253-34713-0.

### Вбудовані цитати
1. ↑  Hohendal, Kristin (1 липня 2001). Film Goes All the Way (In the Name of Art). The New York Times (англ.). Архів оригіналу за 9 грудня 2010. Процитовано 29 листопада 2009.
2. ↑  Gerrard, Nicci (3 жовтня 1999). Coming soon to a cinema near you. Thihe Observer (англ.). London. Архів оригіналу за 12 березня 2014. Процитовано 4 грудня 2009. Контроверсійний французький фільм Катрін Брейя "Романтика" щойно отримав сертифікат "18" від Британської ради з класифікації фільмів. Це означає, що фільм буде респектабельно демонструватися у великих кінотеатрах по всій країні. Фільм пройшов відбір, тому що він "філософський", а не порнографічний. Він розповідає про сексуальні стосунки, а не про допомогу в сексуальному задоволенні.
3. ↑  Dirks, Tim. History of Sex in Cinema: The Greatest and Most Influential Sexual Films and Scenes. Filmsite.org (англ.). American Movie Classic Company. Архів оригіналу за 10 січня 2010. Процитовано 4 грудня 2009.
4. ↑  Cookney, Franki. Porn Was Legalized 50 Years Ago, This Is How The Business Has Changed. Forbes (англ.). Процитовано 23 грудня 2021.
5. ↑  Corliss, Richard (29 березня 2005). That Old Feeling: When Porno Was Chic. TIME. Архів оригіналу за 24 лютого 2016. Процитовано 4 грудня 2009.
6. ↑  Jensen, Michael (November 2006). Legitimizing Illegitimacy: Identity Spaces and Markets for Illegitamate Products (PDF). Organizations & Markets Workshop. Chicago Booth. Архів (PDF) оригіналу за 29 грудня 2010. Процитовано 4 грудня 2009.
7. ↑  Explicit Euro-sex test for British censors. The Guardian. London. 22 лютого 1999. Архів оригіналу за 4 лютого 2014. Процитовано 4 грудня 2009.
8. ↑  Wilmington, Michael (27 серпня 2001). Graphic Sex Scenes on Film Causing Little Fuss—for Now. Los Angeles Times. Архів оригіналу за 4 вересня 2011. Процитовано 4 грудня 2009.
9. ↑  Dalton, Stephen (7 жовтня 2006). Sealed with a Glasgow kiss. The Times (англ.). London. Процитовано 10 січня 2010.
10. ↑  Krzywinska, Tanya (2006). Sex and the cinema (англ.). London: Wallflower. с. 215—227. ISBN 978-1-904764-74-8. OCLC 62761811.
11. 1 2  Williams, Linda (2007). Hard-Core Art Film: The Contemporary Realm of the Senses (PDF). Quaderns portàtils (13): 17. Архів оригіналу (PDF) за 4 лютого 2012. Процитовано 25 січня 2023.
12. ↑  BBFC (2014). Guidelines 2014-15 (PDF). BBFC. Архів оригіналу (PDF) за 16 травня 2018. Процитовано 11 листопада 2014.
13. ↑  Kenny, Oliver (2022). British Film Censorship in the Twenty-First Century. У Choe, Steve (ред.). The Palgrave Handbook of Violence in Film and Media (англ.). Cham, Switzerland: Palgrave Macmillan. с. 143—168. ISBN 978-3-031-05390-0.
14. ↑  Barlow, Helen (9 грудня 2015). Director Gaspar Noé explains why real sex scenes were filmed for Love movie. Irish Examiner. Архів оригіналу за 31 липня 2018. Процитовано 31 липня 2018.
15. ↑  Logan, Lynn (16 травня 2013). Unsimulated Sex: An Interview With James Franco and Travis Matthews. Huffington Post. The Blog (англ.). Архів оригіналу за 2 вересня 2017. Процитовано 31 липня 2018.
16. ↑  'Enter the Void' Director Gaspar Noé Uncensored. Black Book. 24 вересня 2010. Архів оригіналу за 31 липня 2018. Процитовано 31 липня 2018.
17. ↑  Peary, Danny (1988). Cult Movies 3 (англ.). New York: Simon & Schuster Inc. с. 52–56. ISBN 0-671-64810-1.
18. ↑  What Blockbuster Didn't Bust Blockbuster's inconsistent ratings policy — The video rental store cracks down on X and NC-17 rated films, but ignores racier unrated fare like Wild Orchid, Ty Burr, Entertainment Weekly, 29 March 1991.
19. 1 2 3 4 5 6 7 8 9  Ebbe Villadsen: Danish Erotic Film Classics (2005).
20. ↑  Dom kallar oss mods (1968). www.svenskfilmdatabas.se (in Swedish)
21. ↑  Björklund, Elisabet; Larsson, Mariah (2016). Swedish Cinema and the Sexual Revolution: Critical Essays (англ.). McFarland & Company. с. 130. ISBN 978-1476665443.
22. ↑  Canby, Vincent (22 липня 1969). Movie Review – Blue Movie (1968) Screen: Andy Warhol's 'Blue Movie'. The New York Times. Архів оригіналу за 31 грудня 2015. Процитовано 29 грудня 2015.
23. ↑  Canby, Vincent (10 серпня 1969). Warhol's Red Hot and 'Blue' Movie. D1. Print. (behind paywall). The New York Times. Архів оригіналу за 31 грудня 2015. Процитовано 29 грудня 2015.
24. 1 2  Comenas, Gary (2005). Blue Movie (1968). WarholStars.org. Архів оригіналу за 30 грудня 2015. Процитовано 29 грудня 2015.
25. ↑  Comenas, Gary (1969). 21 July 1969: Andy Warhol's Blue Movie Opens. WarholStars.org. Архів оригіналу за 19 січня 2016. Процитовано 20 січня 2016.
26. ↑  Haggerty, George E. (2015). A Companion to Lesbian, Gay, Bisexual, Transgender, and Queer Studies (англ.). John Wiley & Sons. с. 339. ISBN 9781119000853. Процитовано 20 січня 2016.
27. ↑  Thrower, Stephen; Grainger, Julian (2015). Murderous Passions: The Delirious Cinema of Jesús Franco (англ.). Strange Attractor Press. ISBN 978-1907222313.
28. ↑  99 Women. www.anotherworldent.com (in Danish)
29. ↑  Lucas, Tim. Blood and Black Lace DVD, Image Entertainment, 2005. ASIN: B000BB1926
30. ↑  Curti, Roberto (2017). The Life and Works of a Born Filmmaker (англ.). McFarland & Company. с. 244. ISBN 978-1476669700.
31. ↑  Sex and the City: A Situationist Reading of Jens Jorgen Thorsen's Film Adaptation of Henry Miller's Quiet Days in Clichy (PDF — no.30.) journals.openedition.org
32. 1 2 3 4 5 6 7 8 9 10 11 12 13 14 15 16  Sheridan, Simon (2011). Keeping the British End Up: Four Decades of Saucy Cinema (англ.). Titan Books Ltd. ISBN 978-0857682796.
33. ↑  Lentz III, Harris M. (2014). Obituaries in the Performing Arts, 2013 (англ.). McFarland & Company. с. 314. ISBN 978-0786476657.
34. ↑  Bacchanale. [Архівовано 12 березня 2017 у Wayback Machine.] The Worldwide Celluloid Massacre
35. ↑  Lentz III, Harris M. (2016). Obituaries in the Performing Arts, 2015 (англ.). McFarland & Company. с. 274. ISBN 978-0786476671.
36. ↑  Andrew Hershberger. Cry Uncle!. [Архівовано 19 вересня 2015 у Wayback Machine.] efilmcritic.com. 25 February 2001.
37. ↑  Curti, Roberto (2013). Italian Crime Filmography, 1968–1980. McFarland & Company. с. 295. ISBN 978-0786469765.
38. ↑  Lizard in a Woman's Skin.[недоступне посилання] action-cut.com (in French)
39. ↑  Luminous Procuress. [Архівовано 12 березня 2017 у Wayback Machine.] The Worldwide Celluloid Massacre
40. ↑  Luminous Procuress 2. www.chicagoreader.com
41. ↑  Secret Rites. [Архівовано 2 квітня 2017 у Wayback Machine.] cinemawasteland.com
42. ↑  A Clockwork Blue. dvdcompare.net
43. ↑  Jekyll and Hyde Portfolio / A Clockwork Blue (Limited Edition Blu-ray / DVD Combo). [Архівовано 8 вересня 2018 у Wayback Machine.] 10kbullets.com
44. ↑  1997: Why PINK FLAMINGOS was banned. [Архівовано 7 червня 2015 у Wayback Machine.] Censorship in Australia.
45. ↑  Terza ipotesi su un caso di perfetta strategia criminale. [Архівовано 2 лютого 2017 у Wayback Machine.] ilmiovizioeunastanzachiusa.wordpress.com (Italian)
46. ↑  Il crudele western di Corbucci e la pericolosa indagine di Lou Castel in DVD. www.taxidrivers.it
47. ↑  Diabolik — il cinema fantastico italiano, ISSUE 2, Renato Polselli-interview and filmography with Jason J. Slater, p.25
48. ↑  Curti, Roberto (2013). Italian Crime Filmography, 1968–1980. United States: McFarland & Company. с. 50. ISBN 9780786469765.
49. ↑  Red Headed Corpse (hard version). zddvm.com
50. ↑  Das Grauen kommt Nachts erstmals auf DVD. www.schnittberichte.com
51. ↑  Delirio caldo (uncut). zddvm.com
52. ↑  Christina, The Devil Nun. [Архівовано 28 вересня 2017 у Wayback Machine.] zddvm.com
53. ↑  Christina, The Devil Nun aka: Loves of a Nympho. [Архівовано 28 вересня 2017 у Wayback Machine.] NUNSPLOITATION FILMS
54. 1 2  Rediscovering Brunello Rondi. offscreen.com
55. ↑  Thriller: A Cruel Picture — Comparison: Vengeance Edition/Limited Edition. www.movie-censorship.com
56. ↑  Diabolik — il cinema fantastico italiano, ISSUE 2, Renato Polselli — interview and filmography (with Jason J. Slater), p.25
57. ↑  Ebert, Roger (13 червня 1973). The Devil in Miss Jones – Film Review. RogerEbert.com. Архів оригіналу за 7 лютого 2015. Процитовано 7 лютого 2015.
58. ↑  Fleshpot on 42nd Street AKA The Girls of 42nd Street AKA Erotic Diary of a Happy Hooker (1973). www.dvdcompare.net
59. ↑  Other Side of the Mirror (The) AKA Al otro lado del espejo AKA La Miroir obscène AKA Lo specchio del piacere (1973). www.dvdcompare.net
60. ↑  JOURNAL INTIME D'UNE NYMPHOMANE. www.devildead.com (in French)
61. ↑  A Virgin Among the Living Dead. [Архівовано 2 грудня 2016 у Wayback Machine.] moria.co.nz
62. ↑  Sinful Dwarf (The) AKA Dværgen AKA Teenage Bride (Blu-ray). [Архівовано 20 грудня 2016 у Wayback Machine.] dvdcompare.net
63. ↑  Comparison: R-Rated/Unrated. [Архівовано 9 січня 2017 у Wayback Machine.] movie-censorship.com
64. ↑  Anita. [Архівовано 30 серпня 2019 у Wayback Machine.] 10kbullets.com
65. ↑  Björklund, Elisabet; Larsson, Mariah (2016). Swedish Cinema and the Sexual Revolution: Critical Essays. McFarland & Company. с. 222. ISBN 978-1476665443.
66. ↑  DVD REVIEW: EMMANUELLE. [Архівовано 23 липня 2018 у Wayback Machine.] chud.com
67. ↑  L'ossessa (1974). archiviodelcinemaitaliano.it (in Italian)
68. ↑  Paul, Louis (2015). Italian Horror Film Directors. McFarland & Company. с. 280—281. ISBN 978-0786461134.
69. ↑  Alberto Cavallone: Story of an Eye. [Архівовано 30 січня 2018 у Wayback Machine.] esotikafilm.com
70. ↑  Gallagher, Steve (Summer 1997), The Libertine, Filmmaker Magazine, архів оригіналу за 22 вересня 2015, процитовано 24 травня 2015
71. 1 2  Bentley, Toni (June 2014). The Legend of Henry Paris. Playboy. Архів оригіналу за 4 лютого 2016. Процитовано 26 січня 2016.
72. 1 2  Bentley, Toni (June 2014). The Legend of Henry Paris (PDF). ToniBentley.com. Архів (PDF) оригіналу за 1 лютого 2016. Процитовано 26 січня 2016.
73. ↑  Penitencier de femmes perverses. www.cinefiches.com
74. ↑  Movie Rip-Offs: A User's Guide — Détournement and Dub Parodies: Les Filles de Kamare (The Girls of Kamare). Physical Impossibility.
75. ↑  La bonzesse. archive.wikiwix.com (in French)
76. ↑  Sweet Movie. web.archive.org
77. ↑  Flossie. [Архівовано 27 серпня 2019 у Wayback Machine.] www.sueursfroides.fr (in France)
78. ↑  Flossie — Bach Films. www.psychovision.net (in France)
79. ↑  Endnotes no. 26. [Архівовано 21 липня 2016 у Wayback Machine.] Senses of Cinema
80. 1 2  Immoral Tales (Contes immoraux). [Архівовано 8 серпня 2016 у Wayback Machine.] The Digital Fix
81. ↑  Lorna The Exorcist AKA Les Possédées du Diable. www.dvdcompare.net
82. ↑  LORNA, THE EXORCIST. www.tcm.com
83. ↑  Countess Perverse AKA La Comtesse Perverse AKA The Perverse Countess AKA Sexy Nature AKA Les Croqueuses (Blu-ray). [Архівовано 7 червня 2017 у Wayback Machine.] dvdcompare.net
84. ↑  Carnal Revenge (1974). hwww.flickchart.com
85. ↑  OBSESSIONS CHARNELLES — 1974. www.cinefiches.com
86. ↑  Il pavone nero. [Архівовано 18 липня 2015 у Wayback Machine.] www.kultvideo.com
87. ↑  Il Pavone nero (hardcore version). [Архівовано 18 лютого 2018 у Wayback Machine.] zddvm.com
88. ↑  Curti, Roberto (2017). Italian Gothic Horror Films, 1970–1979. McFarland & Company. с. 128—129. ISBN 978-1476664699.
89. ↑  Atanasov, Dr. Svet (11 червня 2011). The Image Blu-ray Review. blu-ray.com. Архів оригіналу за 2 червня 2013. Процитовано 17 липня 2013.
90. ↑  Numéro deux (No. 2). www.dvdtalk.com
91. ↑  Jean-Luc Godard-Number Two. thelastexit.net
92. ↑  The Teenage Prostitution Racket. www.dvdcompare.net
93. ↑  «‘Tis a Pity She's a Whore…». www.zekefilm.org
94. ↑  The Teenage Prostitution Racket (1975) Blu-ray Review: Don't Try This at Home, Kids. [Архівовано 29 жовтня 2018 у Wayback Machine.] cinemasentries.com
95. ↑  Black Emanuelle (1975). Архів оригіналу за 2 квітня 2016. Процитовано 5 жовтня 2017.
96. ↑  Black Emanuelle/Review – The Grindhouse Cinema Database. www.grindhousedatabase.com. Архів оригіналу за 6 жовтня 2017. Процитовано 5 жовтня 2017.
97. ↑  Emanuelle e Francoise le sorelline Review (1976). www.thespinningimage.co.uk. Архів оригіналу за 6 жовтня 2017. Процитовано 5 жовтня 2017.
98. ↑  Emanuelle e Francoise: Le Sorelline (1976) – Aristide Massaccesi – Synopsis, Characteristics, Moods, Themes and Related – AllMovie. AllMovie. Архів оригіналу за 19 серпня 2017. Процитовано 5 жовтня 2017.
99. ↑  Max Pécas — Max attacks!. www.lesinrocks.com
100. ↑  Cuginetta inglese, La (Soft + XXX) (Ed. Limitata E Numerata). www.bloodbuster.com
101. ↑  Hot Nights of Linda (The) AKA Les nuits brûlantes de Linda AKA But Who Raped Linda? (Blu-ray). [Архівовано 18 жовтня 2015 у Wayback Machine.] dvdcompare.net
102. ↑  Hawkins, Joan (2000). Cutting Edge: Art-Horror and the Horrific Avant-Garde. University of Minnesota Press. с. 96. ISBN 0816634149.
103. ↑  Visa and Classification by the CNC, France. CNC (фр.).
104. ↑  Les Chatouilleuses. www.encyclocine.com
105. ↑  Le sexy goditrici. www.kultvideo.com
106. ↑  Exorcism AKA L'Éventreur de Notre-Dame AKA Demoniac AKA The Ripper of Notre Dame. [Архівовано 4 квітня 2016 у Wayback Machine.] dvdcompare.net
107. ↑  JUSTINE & JULIETTE. [Архівовано 1 січня 2016 у Wayback Machine.] dvddrive-in.com
108. ↑  Curti, Roberto (2017). Italian Gothic Horror Films, 1970–1979. United States: McFarland & Company. с. 156. ISBN 978-1476664699.
109. ↑  Smith, Gary A. (2017). Vampire Films of the 1970s: Dracula to Blacula and Every Fang Between. McFarland & Company. с. 99—101. ISBN 978-0786497799.
110. ↑  Rêves pornos. archive.wikiwix.com
111. ↑  Wham Bam Thank You Spaceman. [Архівовано 15 серпня 2017 у Wayback Machine.] Horror Cult Films
112. ↑  Ekeroth, Daniel (2011). Swedish Sensationsfilms: A Clandestine History of Sex, Thrillers, and Kicker Cinema. Bazillion Points. с. 319. ISBN 978-0979616365.
113. ↑  Rolls-Royce Baby. [Архівовано 31 травня 2017 у Wayback Machine.] Girls, Guns and Ghouls
114. ↑  Rolls-Royce Baby 2. www.searchmytrash.com
115. ↑  Slavoj Zizek (2004). Organs without bodies: Deleuze and consequences. Routledge. с. 173. ISBN 0-415-96921-2.
116. ↑  PUSSY TALK (La sexe qui parle). devildead.com
117. ↑  Le Sexe qui parle (1975) — DVD (Version soft). www.dvdfr.com
118. ↑  Barbed Wire Dolls AKA Frauengefängnis AKA Caged Women AKA Women's Penitentiary IV. [Архівовано 1 грудня 2016 у Wayback Machine.] dvdcompare.net
119. ↑  Wurm, Gerald. Black Emanuelle (Comparison: BBFC 18 DVD - Italian DVD) - Movie-Censorship.com. www.movie-censorship.com. Архів оригіналу за 4 липня 2016. Процитовано 5 жовтня 2017.
120. ↑  LUXURE DVD. [Архівовано 22 лютого 2019 у Wayback Machine.] www.twistedanger.com
121. ↑  Sweet Taste of Honey.www.trashpalace.com
122. ↑  Mathijs, Ernest; Mendik, Xavier (2007). The Cult Film Reader. Open University Press. ISBN 978-0335219230.
123. 1 2  Alice in Wonderland (1976): What really happened?. Rialto Report. 22 березня 2015.
124. ↑  Maass, Dave (28 лютого 2008). Real Sex in Unreal Films: Penetrating movies that aren't pornos. Film.com. Архів оригіналу за 12 серпня 2010. Процитовано 28 листопада 2009.
125. ↑  Kehr, Dave (24 квітня 2009). Nagisa Oshima's Realm of Restraint and Precision. The New York Times. Архів оригіналу за 12 лютого 2013. Процитовано 28 листопада 2009.
126. ↑  Ford, Luke (1999). A History of X: 100 Years of Sex in Film. Prometheus Books. с. 94—95. ISBN 1573926787. Архів оригіналу за 13 червня 2014. Процитовано 8 серпня 2018.
127. ↑  A REAL YOUNG GIRL. [Архівовано 7 серпня 2016 у Wayback Machine.] filmjournal.com
128. ↑  Review: ‘A Real Young Lady’. [Архівовано 8 жовтня 2016 у Wayback Machine.] Variety.com
129. ↑  A Real Young Girl (1976, Fr.) (aka Une Vraie Jeune Fille). [Архівовано 26 січня 2010 у Wayback Machine.] History of Sex in Cinema
130. ↑  Doriana Grey AKA Die Marquise von Sade AKA Das Bildnis der Doriana Gray (Blu-ray) (1976). www.dvdcompare.net
131. ↑  Girls in the Night Traffic AKA Mädchen im Nachtverkehr AKA Wilde Lust (Blu-ray) (1976). www.dvdcompare.net
132. ↑  Calde labbra. www.cinematografo.it
133. ↑  Burning lips (Calde labbra xxx). www.missingvideo.com
134. ↑  Inhibition — Comparison: Softcore/Hardcore. [Архівовано 4 березня 2017 у Wayback Machine.] movie-censorship.com
135. ↑  In 80 Betten um die Welt, a.k.a. Mondo Erotico (German Blu-Ray Review). diaboliquemagazine.com
136. ↑  ‘Mondo Erotico’ Blu-ray Review (Ascot Elite). www.nerdly.co.uk
137. ↑  Tom Newth. The Imaginary Documentaries of Montreal Filmmakers Frank Vitale, Allan Moyle, and Stephen Lack. [Архівовано 6 квітня 2016 у Wayback Machine.] popOptiq. 20 February 2015
138. ↑  Shining sex (La fille au sexe brillant). [Архівовано 10 серпня 2019 у Wayback Machine.] www.sueursfroides.fr
139. ↑  Shining Sex. www.trashpalace.com
140. ↑  Fate la nanna coscine di pollo. www.nocturno.it
141. ↑  Cabaret des filles perverses (Le) / Blue Rita. www.ecranlarge.com
142. ↑  Das Frauenhaus (a.k.a. Blue Rita — German Blu-Ray Review). diaboliquemagazine.com
143. ↑  Das Frauenhaus. www.italo-cinema.de
144. ↑  Wurm, Gerald. Emanuelle in America (Comparison: Softcore Version - Hardcore Version) - Movie-Censorship.com. www.movie-censorship.com. Архів оригіналу за 20 листопада 2016. Процитовано 5 жовтня 2017.
145. ↑  Emanuelle Around the World: XXX European Cut (1977). Архів оригіналу за 4 березня 2013. Процитовано 5 жовтня 2017.
146. ↑  Wurm, Gerald. Sister Emanuelle (Comparison: US DVD - Danish DVD) - Movie-Censorship.com. www.movie-censorship.com. Архів оригіналу за 11 квітня 2017. Процитовано 5 жовтня 2017.
147. ↑  Nazi Love Camp 27 (uncut composite). zddvm.com
148. ↑  Nazi Love Camp 27 AKA La svastica nel ventre. www.dvdcompare.net
149. ↑  The Mark. csfd.cz (чеською)
150. ↑  The Mark. latenightmoviecrypt.wordpress.com
151. ↑  The Ceremony. [Архівовано 17 травня 2017 у Wayback Machine.] Movie House Commentary
152. ↑  Monsieur Sades. [Архівовано 3 березня 2016 у Wayback Machine.] nanarland.com (франц.)
153. ↑  Le calde notti di Caligola. [Архівовано 2 вересня 2017 у Wayback Machine.] Maniaco Deprebis
154. ↑  Behind Convent Walls. [Архівовано 5 вересня 2015 у Wayback Machine.] DVD Beaver
155. ↑  Behind Convent Walls (1978, It.) (aka Interno di un Convento, or Interieur d'un Couvent). [Архівовано 16 липня 2016 у Wayback Machine.] The History of Sex in Cinema
156. ↑  Moreno, Victor. Review: Behind Convent Walls (1978) DVD Release from Cult Epics (2010). Cult Following. Процитовано 14 грудня 2018.
157. ↑  Comparison: US DVD/Extended Version. [Архівовано 10 листопада 2016 у Wayback Machine.] movie-censorship.com
158. ↑  Sister of Ursula (The) AKA La Sorella di Ursula. [Архівовано 10 липня 2017 у Wayback Machine.] dvdcompare.net
159. ↑  Blood Hunger — The Films of José Larraz. www.mondo-digital.com
160. ↑  Il porno shop della settima strada. [Архівовано 25 жовтня 2020 у Wayback Machine.] allthatdigital.it (Italian)
161. ↑  Walerian Borowczyk's Heroines of Desire. [Архівовано 21 липня 2016 у Wayback Machine.] Senses of Cinema
162. ↑  Caligula: A Film Review by David Carter [Архівовано 9 грудня 2006 у Wayback Machine.].
163. ↑  Stuart Galbraith IV. Reviews: Images in a Convent. [Архівовано 12 серпня 2014 у Wayback Machine.] Media Blasters. 14 June 2005
164. ↑  Davies, Clive (2015). Spinegrinder: The Movies Most Critics Won't Write About. Headpress. ISBN 978-1909394278.
165. ↑  GIALLO IN VENICE (1979) Blu-ray. www.dvddrive-in.com
166. ↑  Curti, Roberto (2017). Italian Gothic Horror Films, 1970–1979. McFarland & Company. с. 208—210. ISBN 978-1476664699.
167. ↑  Bare Behind Bars. [Архівовано 5 вересня 2015 у Wayback Machine.] 10kbullets.com
168. ↑  The Beast in Space (1980) a.k.a. La Bestia nello spazio. mondo-esoterica.net
169. ↑  Comparison: Unrated/Hardcore Version. [Архівовано 11 листопада 2016 у Wayback Machine.] movie-censorship.com
170. ↑  Curti, Roberto (2019). Italian Gothic Horror Films, 1980–1989. McFarland & Company. с. 15—17. ISBN 978-1476672434.
171. ↑  Curti, Roberto (2019). Italian Gothic Horror Films, 1980–1989. McFarland & Company. с. 18. ISBN 978-1476672434.
172. ↑  Shipka, Danny (2011). Perverse Titillation: The Exploitation Cinema of Italy, Spain and France, 1960-1980. McFarland & Company. с. 133. ISBN 978-0786448883.
173. ↑  Grattarola, Franco; Napoli, Andrea (2014). Luce Rossa. La nascita e le prime fasi del cinema pornografico in Italia. Iacobelli Editore. с. 405—406. ISBN 9788862522137.
174. ↑  Sesso nero — Exotic Malice. www.mondo-digital.com
175. ↑  Curti, Roberto (2015). Italian Gothic Horror Films, 1957–1969. McFarland & Company. с. 56. ISBN 978-0786494378.
176. ↑  Sesso profondo (1980). www.archiviodelcinemaitaliano (in Italian)
177. ↑  Sesso profondo (1980). www.svenskfilmdatabas.se (in Swedish)
178. ↑  Allmer, Patricia; Brick, Emily; Huxley, David (2012). European Nightmares: Horror Cinema in Europe since 1945. Columbia University Press. с. 161—162. ISBN 978-0-231-16206-7.
179. ↑  Stine Aaron, Scott (2003). The Gorehound's Guide to Splatter Films of the 1980s. McFarland & Company. с. 167. ISBN 0-7864-1532-0.
180. ↑  OSCENITA (1979). asiancult.com
181. ↑  Hard Sensation (uncut). zddvm.com
182. ↑  Comparison: Softcore Version/Hardcore Version. [Архівовано 3 липня 2016 у Wayback Machine.] Movie — Censorship.com
183. ↑  Orgasmo Nero. [Архівовано 2 серпня 2016 у Wayback Machine.] Film Critics United
184. ↑  Mann, Dave (2014). Harry Alan Towers: The Transnational Career of a Cinematic Contrarian. McFarland & Company. с. 222. ISBN 978-0786479825.
185. ↑  Porno Esotic. zddvm.com
186. ↑  PORNO KILLERS. asiancult.com
187. ↑  Tiff's Flesh + Blood: The Films of Paul Verhoeven Review: Spetters (1980). OLLIE ENGLAND [Архівовано 14 березня 2014 у Wayback Machine.]. 12 February 2014
188. ↑  Peter Bradshaw. Taxi zum Klo — review. [Архівовано 4 березня 2016 у Wayback Machine.] The Guardian. 21 April 2011
189. ↑  The Fruits of Passion. [Архівовано 18 липня 2016 у Wayback Machine.] The Digital Fix
190. ↑  Shipka, Danny (2011). Perverse Titillation: The Exploitation Cinema of Italy, Spain and France, 1960–1980. McFarland & Company. с. 133. ISBN 978-0786448883.
191. ↑  Midnight Eye. [Архівовано 27 квітня 2023 у Wayback Machine.] Midnight Eye Review: Daydream
192. ↑  Stine Aaron, Scott (2003). The Gorehound's Guide to Splatter Films of the 1980s. McFarland & Company. с. 62. ISBN 978-0786415328.
193. ↑  Grattarola, Franco; Napoli, Andrea (2014). Luce Rossa. La nascita e le prime fasi del cinema pornografico in Italia. Iacobelli Editore. с. 278—280. ISBN 9788862522137.
194. ↑  Ralph Elawani. Scandale. [Архівовано 11 червня 2015 у Wayback Machine.] Canuxploitation.
195. ↑  Apocalipsis Sexual — Comparison: Softcore Version/Hardcore Version. [Архівовано 12 листопада 2016 у Wayback Machine.] movie-censorship.com
196. ↑  Aphrodite (1982). www.scoopy.com
197. ↑  Aphrodite (1982) Robert Fuest. cinema.encyclopedie.films.bifi.fr
198. ↑  Baby Sitter (Il nano erotico). [Архівовано 21 листопада 2011 у Wayback Machine.] Alberto Cavallone — Esotika Erotica Psychotica
199. ↑  Curti, Roberto (2018). Mavericks of Italian Cinema: Eight Unorthodox Filmmakers, 1940s–2000s. United States: McFarland & Company. с. 57. ISBN 978-1476672427.
200. ↑  Bacanales Romanas. asiancult.com
201. ↑  Una virgen para Caligula. asiancult.com
202. ↑  Luz del Fuego-The Movie. [Архівовано 4 березня 2016 у Wayback Machine.] (Portuguese)
203. ↑  Sexual Scene from the Film. [Архівовано 21 вересня 2017 у Wayback Machine.] i.imgur.com
204. ↑  PERDIDA EM SODOMA. [Архівовано 9 серпня 2017 у Wayback Machine.] Cinemateca Brasileira (Portuguese)
205. ↑  A Fellatio scene from the film at 28:48. youtube.com (age restricted)
206. ↑  Killing of the Flesh. [Архівовано 5 березня 2017 у Wayback Machine.] filmtipps.at
207. ↑  THE PERVERSE, DERANGED AND LOST MOVIES OF ALBERTO CAVALLONE (PART 2). filmthreat.com
208. ↑  Curti, Roberto (2019). Italian Gothic Horror Films, 1980–1989. McFarland & Company. с. 111—114. ISBN 978-1476672434.
209. ↑  Taking Tiger Mountain. [Архівовано 12 березня 2017 у Wayback Machine.] The Worldwide Celluloid Massacre
210. ↑  Wurm, Gerald. Emmanuelle 4 (Comparison: Original Version - Canadian VHS) - Movie-Censorship.com. www.movie-censorship.com. Архів оригіналу за 17 травня 2017. Процитовано 5 жовтня 2017.
211. ↑  Lilian. [Архівовано 9 травня 2019 у Wayback Machine.] 10kbullets.com
212. ↑  Lilian (la virgen pervertida) (Jess Franco, 1984). kinodetour.wordpress.com
213. ↑  The Alcove (1985). [Архівовано 7 вересня 2014 у Wayback Machine.] Severin Films
214. ↑  James Joyce's Women (1985). [Архівовано 3 лютого 2015 у Wayback Machine.] Movie House Commentary.
215. ↑  Canby, Vincent (29 травня 1987). Devil in the Flesh (1986). The New York Times. Процитовано 28 листопада 2009.
216. ↑  Hume, Christopher (13 серпня 1986). Sex act offends censor festival film ordered cut. Toronto Star. Архів оригіналу за 26 листопада 2010. Процитовано 29 листопада 2009.
217. ↑  Wurm, Gerald. Emmanuelle 5 (Comparison: Original European Version - French VHS Version) - Movie-Censorship.com. www.movie-censorship.com. Архів оригіналу за 14 квітня 2017. Процитовано 5 жовтня 2017.
218. ↑  Wurm, Gerald. Emmanuelle 6 (Comparison: US DVD - French VHS) - Movie-Censorship.com. www.movie-censorship.com. Архів оригіналу за 9 серпня 2017. Процитовано 5 жовтня 2017.
219. ↑  Hotel St. Pauli. 27 березня 2013. Архів оригіналу за 15 липня 2014. Процитовано 5 жовтня 2017.
220. ↑  Kindergarten. [Архівовано 19 серпня 2017 у Wayback Machine.] Boyhood (with pictures)
221. ↑  ‘Kinski Paganini: originalna verzija’ (1989). [Архівовано 6 жовтня 2016 у Wayback Machine.] Žuti titl. (Croatian)
222. ↑  James Berardinelli. Tokyo Decadence. ReelViews. 8/6/93.
223. ↑  Greg Wroblewski. The Soft Kill. [Архівовано 1 квітня 2014 у Wayback Machine.] Movie House Commentary.
224. ↑  In the Cinéma Club of... Nick Pinkerton. Архів оригіналу за 6 червня 2021.
225. ↑  Erickson, Steve (29 листопада 2000). Mysteries of Love. Minneapolis City Pages. Архів оригіналу за 26 листопада 2010. Процитовано 4 грудня 2009.
226. ↑  Group sex film passed by censor. Архів оригіналу за 8 листопада 2012. Процитовано 17 вересня 2017.
227. ↑  L'Ennui. [Архівовано 1 серпня 2018 у Wayback Machine.] www.tiff.net
228. ↑  Naughty Netflix: Fiona. [Архівовано 31 березня 2014 у Wayback Machine.] 17 November 2009
229. ↑  Lodewijk Crijns. Spirituele extase door middel van piercing. [Архівовано 24 березня 2015 у Wayback Machine.] De Filmkrant. February 1999 (Dutch)
230. ↑  Adair, Gilbert (28 вересня 1999). Welcome to planet porn. The Independent. London. Архів оригіналу за 7 травня 2009. Процитовано 29 листопада 2009.
231. ↑  Simpson, Clare (25 лютого 2015). 10 Mainstream Films With Unsimulated Sex Acts – Pola X. WhatCulture.com. Архів оригіналу за 7 липня 2015. Процитовано 6 липня 2015.
232. ↑  Ebert, Roger (6 жовтня 2000). Film Review – Pola X. RogerEbert.com. Архів оригіналу за 7 липня 2015. Процитовано 6 липня 2015.
233. ↑  Pola X. Cannes Film Festival. 1999. Архів оригіналу за 7 липня 2015. Процитовано 6 липня 2015.
234. ↑  LA DONNA LUPO. www.mymovies.it (in Italian)
235. ↑  Morante: sesso sul set? No Gerini: «Qui troppo moralismo». www.ilgiornale.it (in Italian)
236. ↑  Che schifezza i corpi addosso. ricerca.repubblica.it (in Italian)
237. ↑  Vampire Strangler. www.scoopy.com
238. ↑  Vampire Strangler (1999). [Архівовано 6 жовтня 2018 у Wayback Machine.] www.dantenet.com
239. ↑  Vampire Strangler 2-DVD Collector's Edition. www.dvdtalk.com
240. ↑  David Parkinson (1 січня 2000). Lies Review. Empire. London: Bauer Media Group. Архів оригіналу за 25 серпня 2021. Процитовано 25 серпня 2021.
241. ↑  Giovanni Fazio (2 травня 2001). Artcore. Japan Times. Tokyo: The Japan Times LTD. Архів оригіналу за 7 січня 2019. Процитовано 2 травня 2001.
242. ↑  DAVID FLINT (21 квітня 2020). Art, Sex And Seven Days In The Snake Pit: Tokyo Elegy. Архів оригіналу за 18 січня 2021.
243. 1 2 3  Tim Adams (26 листопада 2006). Everybody's doing it... The Guardian. London: Guardian News and Media Limited. Архів оригіналу за 16 січня 2007. Процитовано 15 січня 2007.
244. ↑  UNSPEAKABLE DESIRE: THE FILMS OF JOÃO PEDRO RODRIGUES. www.artforum.com (амер.). September 2010. Процитовано 20 серпня 2022.
245. ↑  Scrapbook (2000)-with pictures. www.filmsite.org.
246. ↑  Dangerous liaisons. The Guardian. 22 червня 2001. Архів оригіналу за 6 жовтня 2017. Процитовано 5 жовтня 2017 — через www.theguardian.com.
247. ↑  Scott Weinberg. The Pornographer. [Архівовано 13 березня 2016 у Wayback Machine.] 14 June 2005
248. ↑  Sex and Lucia — Comparison: R-rated/Unrated version. [Архівовано 4 серпня 2014 у Wayback Machine.].
249. ↑  Film of the Month: Dog Days. [Архівовано 3 серпня 2012 у Wayback Machine.].
250. ↑  Esquire Cuts Sex Scene from Center of the World. www.citybeat.com
251. ↑  La novia de Lázaro. www.cinestrenos.com (in Spanish)
252. ↑  Wolf of the West Coast. [Архівовано 27 серпня 2014 у Wayback Machine.] Women in Prison Films. 13 February 2013
253. ↑  Testing the Waters. www.nysun.com
254. ↑  Charles Taylor. «Secret Things». [Архівовано 2 листопада 2014 у Wayback Machine.] Salon.com. 20 February 2004.
255. ↑  «A naked star is born» [Архівовано 12 лютого 2013 у Wayback Machine.], George Gurley, Observer, New-York, NY, USA. (accessed 11.06.2016)
256. ↑  Gilbey, Ryan (16 лютого 2008). Chloë's world. The Guardian. London. Архів оригіналу за 6 жовтня 2014. Процитовано 27 травня 2010.
257. ↑  PRIVATE. www.mondo-digital.com
258. ↑  Andreas Bethmann. [Архівовано 22 жовтня 2014 у Wayback Machine.] The Worldwide Celluloid Massacre
259. ↑  David Stanners. The Principles Of Lust. [Архівовано 3 вересня 2014 у Wayback Machine.] EyeForFilm.co.uk. 11 March 2004
260. ↑  Maddox, Garry (8 липня 2004). Censors refuse to ban film depicting real sex. The Sydney Morning Herald. Архів оригіналу за 25 вересня 2009. Процитовано 28 листопада 2009.
261. ↑  Dave Kehr. Exploring the Temptation to Look (and to Look Away). [Архівовано 28 травня 2015 у Wayback Machine.] New York Times. 22 September 2004
262. ↑  Att ta varumärkesfetischen för långt. www.stockholmsfria.se (in Swedish)
263. ↑  GARCON STUPIDE — STUPID BOY. [Архівовано 27 липня 2018 у Wayback Machine.] bbfc.co.uk
264. ↑  Release Info. IMDb. Архів оригіналу за 18 серпня 2013. Процитовано 29 липня 2018.
265. ↑  History of Sex in Cinema: The Greatest and Most Influential Sexual Films and Scenes (Illustrated) 2005, Part 1. Архів оригіналу за 26 серпня 2015. Процитовано 15 серпня 2015.
266. ↑  El sexo entre cuerpos perfectos, farsa del cine comercial: Reygadas. La Jornada (ісп.). 17 травня 2005. Процитовано 8 червня 2022.
267. ↑  Wurm, Gerald. 8MM 2 (Comparison: R-Rated - Unrated) - Movie-Censorship.com. www.movie-censorship.com.
268. ↑  Don R. Lewis. Kissing on the Mouth. [Архівовано 19 серпня 2014 у Wayback Machine.] 14 September 2006
269. ↑  Nathan Lee. Watermelon-Eating Contest!. [Архівовано 21 серпня 2014 у Wayback Machine.] The Village Voice. 13 February 2007
270. ↑  Keith Phipps. Princesas. [Архівовано 23 вересня 2015 у Wayback Machine.] The Onion A.V. Club. 23 August 2006
271. ↑  Leslie Felperin. Review: ‘Lie with Me’. [Архівовано 29 травня 2016 у Wayback Machine.] Variety. 12 October 2005.
272. ↑  Hard-core sex film to be premiered as art at Tate Modern. [Архівовано 27 липня 2018 у Wayback Machine.] telegraph.co.uk
273. ↑  Brian D. Johnson (2 червня 2006). Sook-Yin Lee shocker in Cannes | Maclean's – Culture – Lifestyle. Maclean's. Архів оригіналу за 30 травня 2012. Процитовано 13 березня 2012.
274. ↑  Taxidermia (2006)-insight. www.bbfc.co.uk
275. ↑  A.O.Scott. A Cerebral Skin Flick. [Архівовано 6 листопада 2014 у Archive.is] New York Times. 7 March 2007
276. ↑  Joachim Kurz. Auftauchen. [Архівовано 12 листопада 2014 у Wayback Machine.] kino-zeit.de. 11 September 2008 (German)
277. ↑  EX DRUMMER. bbfc.co.uk
278. ↑  Release Info. IMDb. Архів оригіналу за 19 серпня 2013. Процитовано 28 липня 2018.
279. ↑  Peter Sciretta. Sundance: It is Fine! EVERYTHING IS FINE. Movie Review. [Архівовано 13 вересня 2014 у Wayback Machine.] /Film. 25 January 2007
280. ↑  L'histoire de Richard O. — (France — 1h15) de Damien Odoul. www.journalventilo.fr (in French)
281. ↑  IMPORT EXPORT. www.bbfc.co.uk
282. ↑  Jay Weissberg. Review: ‘Service’. [Архівовано 22 серпня 2014 у Wayback Machine.] Variety.com. 18 May 2008
283. ↑  Tropical Manila SD-2008. International Film Festival Rotterdam.
284. ↑  OTTO; OR, UP WITH DEAD PEOPLE (2008). [Архівовано 27 липня 2018 у Wayback Machine.] bbfc.co.uk
285. ↑  À l'Aventure. [Архівовано 20 грудня 2014 у Wayback Machine.] DVD Times. 8 July 2009.
286. ↑  Gary Tooze. À l'Aventure. [Архівовано 21 травня 2014 у Wayback Machine.] DVDBeaver.
287. ↑  Jay S. Jacobs. Amateur Porn Star Killer 2. [Архівовано 1 травня 2015 у Wayback Machine.] PopEntertainment.com. 6 June 2008
288. ↑  Gutterballs — Comparation: Original Version/Pin-Etration Edition. www.movie-censorship.com
289. ↑  Film Review: House of the Flesh Mannequins (2009). horrornews.net
290. ↑  House of Flesh Mannequins (2009). www.dvdcompare.net
291. ↑  Domiziano Cristopharo — «House of Flesh Mannequins» [DVD Review]. [Архівовано 14 листопада 2018 у Wayback Machine.] puregrainaudio.com
292. ↑  RT Interview: Lars von Trier on Antichrist. Rotten Tomatoes. 22 липня 2009. Архів оригіналу за 3 березня 2010. Процитовано 21 липня 2010.
293. ↑  Enter The Void. www.dvdtalk.com
294. ↑  Tyler Foster. The Band. 16 February 2010
295. ↑  Dogtooth-insight. [Архівовано 21 січня 2015 у Wayback Machine.] The British Board of Film Classification.
296. ↑  «Sex erzählt Geschichte». www.nw.de
297. ↑  Kramer, Gary M. (19 травня 2011). Q&A; with Shari Solanis: 'The goal isn't pornography'. Philadelphia City Paper. Архів оригіналу за 2 жовтня 2015.
298. ↑  Mr. Beaks And Rie Rasmussen Candidly Discuss Her Fascinating Debut Feature, HUMAN ZOO!. aintitcool.com. Процитовано 17 квітня 2022.
299. ↑  Mundane History (Jao Nok Krajok). The Arts Shelf (амер.). 18 жовтня 2012. Процитовано 29 серпня 2022.
300. ↑  «Bedways» — Go, Libido, go!. www.spiegel.de (in German)
301. ↑  Rio Sex Comedy. variety.com
302. ↑  ‘The Bunny Game’ Doesn't Play Nice. bloody-disgusting.com
303. ↑  Caterina Benincasa. Late review — London Film Fest 2010 Day 5 — Leap Year / Ano Bisiesto. [Архівовано 3 серпня 2015 у Wayback Machine.] Bina007 Movies. 26 November 2010
304. ↑  Mike S. Ryan. GANDU. [Архівовано 14 жовтня 2014 у Wayback Machine.] Hammer to nail. 30 January 2011
305. ↑  Monica Meijer. Lellebelle. [Архівовано 25 вересня 2015 у Wayback Machine.] Cinemagazine. 21 January 2011 (Dutch)
306. ↑  LelleBelle. Архів оригіналу за 5 березня 2016. Процитовано 5 жовтня 2017 — через Amazon.
307. ↑  Libiot, Eric (9 вересня 2011). Q: Un film sur le désir et l'amour, mais raté. L'Express (фр.). Архів оригіналу за 13 вересня 2013. Процитовано 31 травня 2013.
308. ↑  Raymond Ko. Love Actually… Sucks! — Scud's latest film censored. [Архівовано 24 вересня 2015 у Wayback Machine.] 25 July 2011.
309. ↑  Vats, Rohit (12 жовтня 2011). Is 'Chatrak' the boldest film ever made in India?. The Times of India. Архів оригіналу за 23 вересня 2011. Процитовано 3 серпня 2012.
310. ↑  Dasgupta, Priyanka (15 вересня 2011). Paoli axed from movie promos. The Times of India. Архів оригіналу за 18 січня 2014. Процитовано 3 серпня 2012.
311. ↑  Dasgupta, Priyanka (18 вересня 2011). I'll cast Paoli in my next: Vimukti Jayasundara. The Times of India. Архів оригіналу за 5 грудня 2013. Процитовано 3 серпня 2012.
312. ↑  Recensie: Caged (Stephan Brenninkmeijer, 2011). [Архівовано 16 жовтня 2014 у Wayback Machine.] De Nachtvlinders. 3 September 2011 (Dutch)
313. ↑  Léa. [Архівовано 2 листопада 2014 у Wayback Machine.] FilmBizarro.com.
314. ↑  Goodman, Lizzy. Ketamine Fueled Ferrari's. MTV News. Архів оригіналу за 1 жовтня 2020. Процитовано 22 вересня 2020.
315. ↑  McCarthy, Todd (13 травня 2011). The Slut: Cannes Review. The Hollywood Reporter. Архів оригіналу за 11 травня 2021. Процитовано 21 квітня 2022.
316. ↑  Adams, Mark. Clip. Screen Daily. Процитовано 15 вересня 2018.
317. ↑  Maja Milos. ScreenDaily. Процитовано 27 грудня 2013.
318. ↑  Don Simpson. Starlet | Review. [Архівовано 21 серпня 2014 у Wayback Machine.] Smells Like Screen Spirit. 12 March 2012
319. ↑  PARADIES GLAUBE — PARADISE FAITH. [Архівовано 1 серпня 2018 у Wayback Machine.] bbfc.co.uk
320. ↑  La Ferrari scandalizza il Festival. [Архівовано 15 жовтня 2018 у Wayback Machine.] www.ilsecoloxix.it (in Italian)
321. ↑  I WANT YOUR LOVE. [Архівовано 30 липня 2018 у Wayback Machine.] bbfc.co.uk
322. ↑  CHRONIQUES SEXUELLES D'UNE FAMILLE D'AUJOURD'HUI. www.allocine.fr (in French)
323. ↑  Lanxon, Nate (22 травня 2013). Hardcore sex in 'Nymphomaniac' puts porn actor genitals on cast's bodies. Wired UK. Архів оригіналу за 25 липня 2014. Процитовано 28 липня 2013.
324. ↑  Xan Brooks; Henry Barnes (20 лютого 2014). Nymphomaniac star Charlotte Gainsbourg: 'The sex wasn't hard. The masochistic scenes were embarrassing' – video interview (Video upload). The Guardian. Процитовано 21 лютого 2014.
325. ↑  Stig-Lennart Sørensen. Filmanmeldelse: «Pornopung». [Архівовано 28 липня 2013 у Wayback Machine.] Videomagasinet. (Norwegian)
326. ↑  Osenlund, R. Kurt (24 січня 2014). Interview: Alain Guiraudie. Slant Magazine. Архів оригіналу за 14 січня 2015. Процитовано 14 січня 2015.
327. ↑  Jada Yuan. Wetlands Is Sundance's Crassest, Most Outrageous Movie. [Архівовано 9 жовтня 2015 у Wayback Machine.] 23 January 2014
328. ↑  Abel Ferrara's Pasolini. [Архівовано 29 вересня 2018 у Wayback Machine.] paracinema.net
329. ↑  Crítica de la película «Diet of sex» (2014), de Borja Brun. www.nosolocine.net (in Spanish)
330. ↑  Entrevista a Borja Brun, director de la película «Diet of sex». www.nosolocine.net (in Spanish)
331. ↑  ANGRY PAINTER. www.themoviebeat.com
332. ↑  BiFan 2015 Review: ANGRY PAINTER Presents Artsy Revenge Erotica. screenanarchy.com
333. ↑  Giovanni Marchini Camia. Love. [Архівовано 22 травня 2015 у Wayback Machine.] Cannes 2015 Review. 21 May 2015
334. ↑  Melon Rainbow. 14 липня 2015.
335. ↑  Boyer, Thomas (16 травня 2016). F*cking Deep: Explicit Sex and Queer Cinema. Inside Out. Архів оригіналу за 15 серпня 2016. Процитовано 18 липня 2016.
336. ↑  Weissberg, Jay (19 лютого 2016). Berlin Film Review: 'Paris 05:59'. Variety. Архів оригіналу за 9 липня 2016. Процитовано 18 липня 2016.
337. ↑  THE NEAR-BRILLIANT ANTI-ART DEPRAVITY OF WE ARE THE FLESH. [Архівовано 21 вересня 2018 у Wayback Machine.] www.audienceseverywhere.net
338. ↑  ’Needle Boy’: Skolemassakre og eksplicit sex i dansk talents særsyn af en film. soundvenue.com (in Danish)
339. ↑  Little Wing Film Festival: Needle Boy. www.unrestrictedview.co.uk
340. ↑  Pavel Ruminov: Love Machine (Mashina liubvi, 2016). www.kinokultura.com
341. ↑  Mashina Lyubvi (2016). www.moviemeter.nl (in Dutch)
342. ↑  Love Machine. www.bmoviesheroes.com (in Italian)
343. ↑  The End of Youth: BAFICI 2016. sensesofcinema.com
344. ↑  Tallinn Film Review: ‘A Thought of Ecstasy’. variety.com
345. ↑  ‘Picture of Beauty’ Review. www.nerdly.co.uk
346. ↑  Film Review: Portraits of Andrea Palmer Horror News
347. ↑  Film Review: Larry Clark's ‘Marfa Girl 2’. variety.com
348. ↑  Behind the 3-Hour Movie That Scandalized Cannes with Unsimulated Cunnilingus. www.vulture.com
349. ↑  Une dernière fois : Quand la pornographie devient existentielle devant la caméra d'Olympe de G. myCANAL (fr-FR) . Процитовано 20 жовтня 2022.
350. ↑  . Sex, Lies, and the Internet: Ben Hozie on Depicting Digital Sexuality in PVT Chat
351. ↑  «Film Review: Davo Hardy's 'Public Eye'». UK Film Review
352. ↑  'Bad Luck Banging' Finds Depth and Meaning in Amateur Porn. Vanity Fair (амер.). 17 листопада 2021. Процитовано 20 березня 2023.
353. ↑  Sharf, Zack (24 січня 2023). Social Media Star Jordan Firstman Brings Real Oral Sex Scenes to Sundance: 'I Originally Wanted the Biggest We Could Find'. Variety. Процитовано 29 травня 2024.
354. ↑  Její tělo (2023) | Recenze - Uživatelské | ČSFD.cz (cs-CZ) . Процитовано 29 травня 2025 — через www.csfd.cz.
355. ↑  The Movie With Actors Having Actual Sex With Each Other. The Daily Beast (англ.). 18 березня 2025. Процитовано 7 квітня 2025.
356. ↑  Bray, Catherine (17 лютого 2024). 'The Visitor' Review: Bruce LaBruce Is Back with a Spunky Call-to-Arms Loosely Inspired by 'Teorema'. Variety (амер.). Процитовано 7 квітня 2025.
357. ↑  UncutTV (2 січня 2024). Des Töchterleins Leid | Trailer | Juval Marlon | Beheading Films | 2024 Release | Drama | UncutTV. Процитовано 29 травня 2025 — через YouTube.
358. ↑  Marlon, Juval; Sangue, Violetta; Wiesner, René (30 березня 2024), Des Töchterleins Leid, процитовано 29 травня 2025
359. ↑  
«Björk's Music Video Evolution, From Fresh-Faced Star To Avant-Garde Master».
360. ↑  Vídeos novedadescarminha.band